# ATP Challenger Tour 2022
El ATP Challenger Tour 2022 es el circuito profesional de tenis secundario organizado por la ATP. En 2022 el calendario del ATP Challenger Tour comprende aproximadamente 184 torneos, con premios que van desde U$ 36,000 hasta U$ 156,000. Se trata de la 45.ª edición del ciclo de torneos challenger, y el 14.º en el marco del nombre de Challenger Tour.

## Distribución de puntos
Los puntos se otorgan de la siguiente manera:
| Categoría      | Modalidad    | Campeón | Finalista | Semifinales | Cuartos de final | 3.ª ronda | 2.ª ronda | 1.ª ronda | Clasificados | Rondas de clasificación |
| Challenger 125 | Individuales | 125     | 75        | 45          | 25               | 10        | 5         | 0         | 5            | 2                       |
| Challenger 125 | Dobles       | 125     | 75        | 45          | 25               | -         | -         | 0         | -            | -                       |
| Challenger 110 | Individuales | 110     | 65        | 40          | 20               | 9         | 5         | 0         | 5            | 2                       |
| Challenger 110 | Dobles       | 110     | 65        | 40          | 20               | -         | -         | 0         | -            | -                       |
| Challenger 100 | Individuales | 100     | 60        | 35          | 18               | 8         | 5         | 0         | 5            | 2                       |
| Challenger 100 | Dobles       | 100     | 60        | 35          | 18               | -         | -         | 0         | -            | -                       |
| Challenger 90  | Individuales | 90      | 55        | 33          | 17               | 8         | 5         | 0         | 5            | 2                       |
| Challenger 90  | Dobles       | 90      | 55        | 33          | 17               | -         | -         | 0         | -            | -                       |
| Challenger 80  | Individuales | 80      | 48        | 29          | 15               | 7         | 4         | 0         | 4            | 2                       |
| Challenger 80  | Dobles       | 80      | 48        | 29          | 15               | -         | -         | 0         | -            | -                       |
| Challenger 50  | Individuales | 50      | 30        | 15          | 7                | -         | 4         | 0         | 2            | 1                       |
| Challenger 50  | Dobles       | 50      | 30        | 15          | 7                | -         | -         | 0         | -            | -                       |

## Programa de torneos
A continuación lista de torneos:
(i): En pista cubierta

### Torneos en enero
| Semana de   | Torneo | Campeones                                               | Finalista                                  | Semifinales                                  | Cuartos de final                                                                |
| ----------- | --- | ------------------------------------------------------- | ------------------------------------------ | -------------------------------------------- | ------------------------------------------------------------------------------- |
| 3 de enero  | Bendigo International Bendigo, Australia Challenger 80 – Dura – 48S/16Q/16D Cuadro Individuales – Cuadro Dobles                                   | Ernesto Escobedo 5–7, 6–3, 7–5                          | Enzo Couacaud                              | Franco Agamenone Salvatore Caruso            | Dmitry Popko Quentin Halys Hugo Grenier Vít Kopřiva                             |
| 3 de enero  | Bendigo International Bendigo, Australia Challenger 80 – Dura – 48S/16Q/16D Cuadro Individuales – Cuadro Dobles                                   | Ruben Bemelmans Daniel Masur 7–6(7–2), 6–4              | Enzo Couacaud Blaž Rola                    | Franco Agamenone Salvatore Caruso            | Dmitry Popko Quentin Halys Hugo Grenier Vít Kopřiva                             |
| 3 de enero  | Traralgon International Traralgon, Australia Challenger 80 – Dura – 48S/16Q/16D Cuadro Individuales – Cuadro Dobles                               | Tomáš Macháč 7–6(7–2), 6–3                              | Bjorn Fratangelo                           | Jesper de Jong Mitchell Krueger              | Gilles Simon Mijaíl Kukushkin Nino Serdarušić Jiří Lehečka                      |
| 3 de enero  | Traralgon International Traralgon, Australia Challenger 80 – Dura – 48S/16Q/16D Cuadro Individuales – Cuadro Dobles                               | Manuel Guinard Zdeněk Kolář 6–3, 6–4                    | Marc-Andrea Hüsler Dominic Stricker        | Jesper de Jong Mitchell Krueger              | Gilles Simon Mijaíl Kukushkin Nino Serdarušić Jiří Lehečka                      |
| 3 de enero  | Dove Men+Care Legión Sudamericana Tigre Buenos Aires, Argentina Challenger 50 – Tierra batida – 32S/24Q/16D Cuadro Individuales – Cuadro Dobles   | Santiago Rodríguez Taverna 6–4, 6–2                     | Facundo Díaz Acosta                        | Murkel Dellien Gonzalo Lama                  | Román Andrés Burruchaga Gonzalo Villanueva José Pereira Hernán Casanova         |
| 3 de enero  | Dove Men+Care Legión Sudamericana Tigre Buenos Aires, Argentina Challenger 50 – Tierra batida – 32S/24Q/16D Cuadro Individuales – Cuadro Dobles   | Conner Huertas del Pino Mats Rosenkranz 5–6 ret.        | Matías Franco Descotte Facundo Díaz Acosta | Murkel Dellien Gonzalo Lama                  | Román Andrés Burruchaga Gonzalo Villanueva José Pereira Hernán Casanova         |
| 3 de enero  | Città di Forlì Forlì, Italia Challenger 50 – Dura (i) – 32S/24Q/16D Cuadro Individuales – Cuadro Dobles                                           | Luca Nardi 6–3, 6–1                                     | Mukund Sasikumar                           | Zsombor Piros Cedrik-Marcel Stebe            | Jay Clarke Elliot Benchetrit Christian Harrison Luca Potenza                    |
| 3 de enero  | Città di Forlì Forlì, Italia Challenger 50 – Dura (i) – 32S/24Q/16D Cuadro Individuales – Cuadro Dobles                                           | Marco Bortolotti Arjun Kadhe 7–6(7–5), 6–2              | Michael Geerts Alexander Ritschard         | Zsombor Piros Cedrik-Marcel Stebe            | Jay Clarke Elliot Benchetrit Christian Harrison Luca Potenza                    |
| 10 de enero | Città di Forlì II Forlì, Italia Challenger 80 – Dura (i) – 32S/24Q/16D Cuadro Individuales – Cuadro Dobles                                        | Jack Draper 6–3, 6–0                                    | Jay Clarke                                 | Zsombor Piros Adrian Andreev                 | Vasek Pospisil Alexander Ritschard Paul Jubb Evan Furness                       |
| 10 de enero | Città di Forlì II Forlì, Italia Challenger 80 – Dura (i) – 32S/24Q/16D Cuadro Individuales – Cuadro Dobles                                        | Sadio Doumbia Fabien Reboul 6–2, 6–3                    | Nicolás Mejía Alexander Ritschard          | Zsombor Piros Adrian Andreev                 | Vasek Pospisil Alexander Ritschard Paul Jubb Evan Furness                       |
| 10 de enero | Circuito Dove Men+Care Blumenau Blumenau, Brasil Challenger 50 – Tierra batida – 32S/24Q/16D Cuadro Individuales – Cuadro Dobles                  | Igor Marcondes 3–6, 7–5, 6–1                            | Juan Bautista Torres                       | Genaro Alberto Olivieri Juan Pablo Paz       | Nicolás Moreno de Alborán Facundo Juárez Gonzalo Villanueva Facundo Díaz Acosta |
| 10 de enero | Circuito Dove Men+Care Blumenau Blumenau, Brasil Challenger 50 – Tierra batida – 32S/24Q/16D Cuadro Individuales – Cuadro Dobles                  | Boris Arias Federico Zeballos 7–6(7–3), 6–1             | Diego Hidalgo Cristian Rodríguez           | Genaro Alberto Olivieri Juan Pablo Paz       | Nicolás Moreno de Alborán Facundo Juárez Gonzalo Villanueva Facundo Díaz Acosta |
| 17 de enero | Città di Forlì III Forlì, Italia Challenger 80 – Dura (i) – 32S/24Q/16D Cuadro Individuales – Cuadro Dobles                                       | Pavel Kotov 7–5, 6–7(5–7), 6–3                          | Quentin Halys                              | Frederico Ferreira Silva Cedrik-Marcel Stebe | Vasek Pospisil Lukáš Rosol Franco Agamenone Gian Marco Moroni                   |
| 17 de enero | Città di Forlì III Forlì, Italia Challenger 80 – Dura (i) – 32S/24Q/16D Cuadro Individuales – Cuadro Dobles                                       | Victor Vlad Cornea Fabian Fallert 6–4, 6–7(6–8), [10–7] | Jonáš Forejtek Jelle Sels                  | Frederico Ferreira Silva Cedrik-Marcel Stebe | Vasek Pospisil Lukáš Rosol Franco Agamenone Gian Marco Moroni                   |
| 17 de enero | Dove Men+Care Legión Sudamericana Concepción Concepción, Chile Challenger 80 – Tierra batida – 32S/24Q/16D Cuadro Individuales – Cuadro Dobles    | Daniel Elahi Galán 6–1, 3–6, 6–3                        | Santiago Rodríguez Taverna                 | Hugo Dellien Gonzalo Lama                    | Pedro Sakamoto Camilo Ugo Carabelli Francisco Cerúndolo Facundo Mena            |
| 17 de enero | Dove Men+Care Legión Sudamericana Concepción Concepción, Chile Challenger 80 – Tierra batida – 32S/24Q/16D Cuadro Individuales – Cuadro Dobles    | Diego Hidalgo Cristian Rodríguez 6–2, 6–0               | Francisco Cerúndolo Camilo Ugo Carabelli   | Hugo Dellien Gonzalo Lama                    | Pedro Sakamoto Camilo Ugo Carabelli Francisco Cerúndolo Facundo Mena            |
| 24 de enero | Open Quimper Bretagne Quimper, Francia Challenger 80 – Dura (i) – 32S/24Q/16D Cuadro Individuales – Cuadro Dobles                                 | Vasek Pospisil 6–4, 3–6, 6–1                            | Grégoire Barrère                           | Dennis Novak Hiroki Moriya                   | Andrey Kuznetsov João Sousa Tim van Rijthoven Alexandre Müller                  |
| 24 de enero | Open Quimper Bretagne Quimper, Francia Challenger 80 – Dura (i) – 32S/24Q/16D Cuadro Individuales – Cuadro Dobles                                 | Albano Olivetti David Vega Hernández 3–6, 6–4, [10–8]   | Sander Arends David Pel                    | Dennis Novak Hiroki Moriya                   | Andrey Kuznetsov João Sousa Tim van Rijthoven Alexandre Müller                  |
| 24 de enero | Columbus Challenger Columbus, Estados Unidos Challenger 80 – Dura (i) – 32S/24Q/16D Cuadro Individuales – Cuadro Dobles                           | Yoshihito Nishioka 6–2, 6–4                             | Dominic Stricker                           | Jenson Brooksby Jurij Rodionov               | Ernesto Escobedo Emilio Gómez Mikael Torpegaard Jack Sock                       |
| 24 de enero | Columbus Challenger Columbus, Estados Unidos Challenger 80 – Dura (i) – 32S/24Q/16D Cuadro Individuales – Cuadro Dobles                           | Tennys Sandgren Mikael Torpegaard 5–7, 6–4, [10–5]      | Luca Margaroli Yasutaka Uchiyama           | Jenson Brooksby Jurij Rodionov               | Ernesto Escobedo Emilio Gómez Mikael Torpegaard Jack Sock                       |
| 24 de enero | Dove Men+Care Challenger Bolivia Santa Cruz de la Sierra, Bolivia Challenger 80 – Tierra batida – 32S/24Q/16D Cuadro Individuales – Cuadro Dobles | Francisco Cerúndolo 6–4, 6–3                            | Camilo Ugo Carabelli                       | Hugo Dellien Pedro Cachín                    | Nicolás Álvarez Nicolás Moreno de Alborán Murkel Dellien Fernando Verdasco      |
| 24 de enero | Dove Men+Care Challenger Bolivia Santa Cruz de la Sierra, Bolivia Challenger 80 – Tierra batida – 32S/24Q/16D Cuadro Individuales – Cuadro Dobles | Diego Hidalgo Cristian Rodríguez 4–6, 6–3, [10–8]       | Andrej Martin Tristan-Samuel Weissborn     | Hugo Dellien Pedro Cachín                    | Nicolás Álvarez Nicolás Moreno de Alborán Murkel Dellien Fernando Verdasco      |
| 31 de enero | Cleveland Challenger Cleveland, Estados Unidos Challenger 80 – Dura (i) – 32S/24Q/16D Cuadro Individuales – Cuadro Dobles                         | Dominic Stricker 7–5, 6–1                               | Yoshihito Nishioka                         | Thomas Fabbiano Michael Mmoh                 | Cedrik-Marcel Stebe William Blumberg Alexis Galarneau Ernesto Escobedo          |
| 31 de enero | Cleveland Challenger Cleveland, Estados Unidos Challenger 80 – Dura (i) – 32S/24Q/16D Cuadro Individuales – Cuadro Dobles                         | William Blumberg Max Schnur 6–3, 7–6(7–4)               | Robert Galloway Jackson Withrow            | Thomas Fabbiano Michael Mmoh                 | Cedrik-Marcel Stebe William Blumberg Alexis Galarneau Ernesto Escobedo          |

### Torneos en febrero
| Semana de     | Torneo | Campeones                                             | Finalista                         | Semifinales                     | Cuartos de final                                                        |
| ------------- | --- | ----------------------------------------------------- | --------------------------------- | ------------------------------- | ----------------------------------------------------------------------- |
| 7 de febrero  | Bengaluru Open Bangalore, India Challenger 80 – Dura – 32S/24Q/16D Cuadro Individuales – Cuadro Dobles                     | Chun-hsin Tseng 6–4, 7–5                              | Borna Gojo                        | Enzo Couacaud Alexandre Müller  | Jiří Veselý Gabriel Décamps Kimmer Coppejans Cem İlkel                  |
| 7 de febrero  | Bengaluru Open Bangalore, India Challenger 80 – Dura – 32S/24Q/16D Cuadro Individuales – Cuadro Dobles                     | Saketh Myneni Ramkumar Ramanathan 6–3, 6–2            | Hugo Grenier Alexandre Müller     | Enzo Couacaud Alexandre Müller  | Jiří Veselý Gabriel Décamps Kimmer Coppejans Cem İlkel                  |
| 7 de febrero  | Challenger La Manche Cherburgo, Francia Challenger 80 – Dura (i) – 32S/24Q/16D Cuadro Individuales – Cuadro Dobles         | Benjamin Bonzi 6–4, 2–6, 6–4                          | Constant Lestienne                | Zizou Bergs Ernests Gulbis      | Jack Draper Ruben Bemelmans Luca Van Assche Pierre-Hugues Herbert       |
| 7 de febrero  | Challenger La Manche Cherburgo, Francia Challenger 80 – Dura (i) – 32S/24Q/16D Cuadro Individuales – Cuadro Dobles         | Jonathan Eysseric Quentin Halys 7–6(8–6), 6–2         | Hendrik Jebens Niklas Schell      | Zizou Bergs Ernests Gulbis      | Jack Draper Ruben Bemelmans Luca Van Assche Pierre-Hugues Herbert       |
| 14 de febrero | Bengaluru Open II Bangalore, India Challenger 80 – Dura – 32S/24Q/16D Cuadro Individuales – Cuadro Dobles                  | Aleksandar Vukic 6–4, 6–4                             | Dimitar Kuzmanov                  | Borna Gojo Enzo Couacaud        | Max Purcell Antoine Bellier Johan Nikles Mathias Bourgue                |
| 14 de febrero | Bengaluru Open II Bangalore, India Challenger 80 – Dura – 32S/24Q/16D Cuadro Individuales – Cuadro Dobles                  | Alexander Erler Arjun Kadhe 6–3, 6–7(4–7), [10–7]     | Saketh Myneni Ramkumar Ramanathan | Borna Gojo Enzo Couacaud        | Max Purcell Antoine Bellier Johan Nikles Mathias Bourgue                |
| 14 de febrero | Città di Forlì IV Forlì, Italia Challenger 80 – Dura (i) – 32S/24Q/16D Cuadro Individuales – Cuadro Dobles                 | Jack Draper 6–1, 6–2                                  | Tim van Rijthoven                 | Yosuke Watanuki Nuno Borges     | Evan Furness Grégoire Barrère Constant Lestienne Robin Haase            |
| 14 de febrero | Città di Forlì IV Forlì, Italia Challenger 80 – Dura (i) – 32S/24Q/16D Cuadro Individuales – Cuadro Dobles                 | Victor Vlad Cornea Fabian Fallert 6–4, 3–6, [10–2]    | Antonio Šančić Igor Zelenay       | Yosuke Watanuki Nuno Borges     | Evan Furness Grégoire Barrère Constant Lestienne Robin Haase            |
| 21 de febrero | Teréga Open Pau–Pyrénées Pau, Francia Challenger 100 – Dura (i) – 32S/24Q/16D Cuadro Individuales – Cuadro Dobles          | Quentin Halys 4–6, 6–4, 6–3                           | Vasek Pospisil                    | Manuel Guinard Roman Safiullin  | Antoine Escoffier Gilles Simon Grégoire Barrère Constant Lestienne      |
| 21 de febrero | Teréga Open Pau–Pyrénées Pau, Francia Challenger 100 – Dura (i) – 32S/24Q/16D Cuadro Individuales – Cuadro Dobles          | Albano Olivetti David Vega Hernández Walkover         | Karol Drzewiecki Kacper Żuk       | Manuel Guinard Roman Safiullin  | Antoine Escoffier Gilles Simon Grégoire Barrère Constant Lestienne      |
| 21 de febrero | Città di Forlì V Forlì, Italia Challenger 80 – Dura (i) – 32S/24Q/16D Cuadro Individuales – Cuadro Dobles                  | Jack Draper 3–6, 6–3, 7–6(10–8)                       | Alexander Ritschard               | Tim van Rijthoven Mirza Bašić   | Tomáš Macháč Nuno Borges Filip Horanský Michael Mmoh                    |
| 21 de febrero | Città di Forlì V Forlì, Italia Challenger 80 – Dura (i) – 32S/24Q/16D Cuadro Individuales – Cuadro Dobles                  | Marco Bortolotti Vitaliy Sachko 7–6(7–5), 3–6, [10–5] | Victor Vlad Cornea Fabian Fallert | Tim van Rijthoven Mirza Bašić   | Tomáš Macháč Nuno Borges Filip Horanský Michael Mmoh                    |
| 28 de febrero | Gran Canaria Challenger Las Palmas, España Challenger 80 – Tierra batida – 32S/24Q/16D Cuadro Individuales – Cuadro Dobles | Gianluca Mager 7–6(8–6), 6–2                          | Roberto Carballés Baena           | Duje Ajduković Riccardo Bonadio | Johan Nikles Salvatore Caruso Nicolás Moreno de Alborán Raúl Brancaccio |
| 28 de febrero | Gran Canaria Challenger Las Palmas, España Challenger 80 – Tierra batida – 32S/24Q/16D Cuadro Individuales – Cuadro Dobles | Sadio Doumbia Fabien Reboul 5–7, 6–4, [10–7]          | Matteo Arnaldi Luciano Darderi    | Duje Ajduković Riccardo Bonadio | Johan Nikles Salvatore Caruso Nicolás Moreno de Alborán Raúl Brancaccio |
| 28 de febrero | Turin Challenger Turín, Italia Challenger 80 – Dura (i) – 32S/24Q/16D Cuadro Individuales – Cuadro Dobles                  | Mats Moraing 7–6(13–11), 6–3                          | Quentin Halys                     | Jelle Sels Vasek Pospisil       | Daniel Masur Michael Mmoh Antoine Escoffier Filip Jianu                 |
| 28 de febrero | Turin Challenger Turín, Italia Challenger 80 – Dura (i) – 32S/24Q/16D Cuadro Individuales – Cuadro Dobles                  | Ruben Bemelmans Daniel Masur 3–6, 6–3, [10–8]         | Sander Arends David Pel           | Jelle Sels Vasek Pospisil       | Daniel Masur Michael Mmoh Antoine Escoffier Filip Jianu                 |

### Torneos en marzo
| Semana de   | Torneo | Campeones                                                 | Finalista                                    | Semifinales                                 | Cuartos de final                                                                             |
| ----------- | --- | --------------------------------------------------------- | -------------------------------------------- | ------------------------------------------- | -------------------------------------------------------------------------------------------- |
| 7 de marzo  | Abierto GNP Seguros Monterrey, México Challenger 100 – Dura – 32S/24Q/16D Cuadro Individuales – Cuadro Dobles                                      | Fernando Verdasco 4–6, 6–3, 7–6(7–3)                      | Prajnesh Gunneswaran                         | Christian Harrison Go Soeda                 | Michael Mmoh Geoffrey Blancaneaux Jason Jung Ulises Blanch                                   |
| 7 de marzo  | Abierto GNP Seguros Monterrey, México Challenger 100 – Dura – 32S/24Q/16D Cuadro Individuales – Cuadro Dobles                                      | Hans Hach Verdugo Austin Krajicek 6–0, 6–3                | Robert Galloway John-Patrick Smith           | Christian Harrison Go Soeda                 | Michael Mmoh Geoffrey Blancaneaux Jason Jung Ulises Blanch                                   |
| 7 de marzo  | Challenger de Santiago Santiago, Chile Challenger 80 – Tierra batida – 32S/24Q/16D Cuadro Individuales – Cuadro Dobles                             | Hugo Dellien 6–3, 4–6, 6–4                                | Alejandro Tabilo                             | Tomás Martín Etcheverry Juan Pablo Varillas | Jiří Lehečka Jesper de Jong Matheus Pucinelli de Almeida Vít Kopřiva                         |
| 7 de marzo  | Challenger de Santiago Santiago, Chile Challenger 80 – Tierra batida – 32S/24Q/16D Cuadro Individuales – Cuadro Dobles                             | Diego Hidalgo Cristian Rodríguez 6–4, 6–4                 | Pedro Cachín Facundo Mena                    | Tomás Martín Etcheverry Juan Pablo Varillas | Jiří Lehečka Jesper de Jong Matheus Pucinelli de Almeida Vít Kopřiva                         |
| 7 de marzo  | Challenger di Roseto degli Abruzzi Roseto degli Abruzzi, Italia Challenger 80 – Tierra batida – 32S/24Q/16D Cuadro Individuales – Cuadro Dobles    | Carlos Taberner 6–2, 6–3                                  | Nuno Borges                                  | Nikolás Sánchez Izquierdo Flavio Cobolli    | Carlos Gimeno Valero Lukáš Rosol Andrea Arnaboldi Timofey Skatov                             |
| 7 de marzo  | Challenger di Roseto degli Abruzzi Roseto degli Abruzzi, Italia Challenger 80 – Tierra batida – 32S/24Q/16D Cuadro Individuales – Cuadro Dobles    | Hugo Nys Jan Zieliński 7–6(7–2), 4–6, [10–3]              | Roman Jebavý Philipp Oswald                  | Nikolás Sánchez Izquierdo Flavio Cobolli    | Carlos Gimeno Valero Lukáš Rosol Andrea Arnaboldi Timofey Skatov                             |
| 14 de marzo | Arizona Tennis Classic Phoenix, Estados Unidos Challenger 125 – Dura – 32S/24Q/16D Cuadro Individuales – Cuadro Dobles                             | Denis Kudla 2–6, 6–2, 6–3                                 | Daniel Altmaier                              | Liam Broady Jeffrey John Wolf               | Radu Albot David Goffin Richard Gasquet Fernando Verdasco                                    |
| 14 de marzo | Arizona Tennis Classic Phoenix, Estados Unidos Challenger 125 – Dura – 32S/24Q/16D Cuadro Individuales – Cuadro Dobles                             | Treat Huey Denis Kudla 7–6(12–10), 3–6, [10–6]            | Oscar Otte Jan-Lennard Struff                | Liam Broady Jeffrey John Wolf               | Radu Albot David Goffin Richard Gasquet Fernando Verdasco                                    |
| 14 de marzo | Challenger del Biobío Concepción, Chile Challenger 80 – Tierra batida – 32S/24Q/16D Cuadro Individuales – Cuadro Dobles                            | Tomás Martín Etcheverry 6–3, 6–2                          | Hugo Dellien                                 | Tomás Barrios Renzo Olivo                   | Thiago Agustín Tirante Matheus Pucinelli de Almeida Camilo Ugo Carabelli Juan Pablo Varillas |
| 14 de marzo | Challenger del Biobío Concepción, Chile Challenger 80 – Tierra batida – 32S/24Q/16D Cuadro Individuales – Cuadro Dobles                            | Andrea Collarini Renzo Olivo 6–4, 6–4                     | Diego Hidalgo Cristian Rodríguez             | Tomás Barrios Renzo Olivo                   | Thiago Agustín Tirante Matheus Pucinelli de Almeida Camilo Ugo Carabelli Juan Pablo Varillas |
| 14 de marzo | Internazionali di Tennis d'Abruzzo II Roseto degli Abruzzi, Italia Challenger 80 – Tierra batida – 32S/24Q/16D Cuadro Individuales – Cuadro Dobles | Manuel Guinard 6–1, 6–2                                   | Chun-hsin Tseng                              | Timofey Skatov Alessandro Giannessi         | Nino Serdarušić Carlos Taberner Jozef Kovalík Zsombor Piros                                  |
| 14 de marzo | Internazionali di Tennis d'Abruzzo II Roseto degli Abruzzi, Italia Challenger 80 – Tierra batida – 32S/24Q/16D Cuadro Individuales – Cuadro Dobles | Franco Agamenone Manuel Guinard 7–6(7–2), 7–6(7–3)        | Ivan Sabanov Matej Sabanov                   | Timofey Skatov Alessandro Giannessi         | Nino Serdarušić Carlos Taberner Jozef Kovalík Zsombor Piros                                  |
| 21 de marzo | Play In Challenger Lille, Francia Challenger 90 – Dura (i) – 32S/24Q/16D Cuadro Individuales – Cuadro Dobles                                       | Quentin Halys 4–6, 7–6(7–4), 6–4                          | Ričardas Berankis                            | Jonáš Forejtek Constant Lestienne           | Alexis Galarneau Malek Jaziri Arthur Fils Zizou Bergs                                        |
| 21 de marzo | Play In Challenger Lille, Francia Challenger 90 – Dura (i) – 32S/24Q/16D Cuadro Individuales – Cuadro Dobles                                       | Viktor Durasovic Patrik Niklas-Salminen 7–5, 7–6(7–1)     | Jonathan Eysseric Quentin Halys              | Jonáš Forejtek Constant Lestienne           | Alexis Galarneau Malek Jaziri Arthur Fils Zizou Bergs                                        |
| 21 de marzo | Challenger Biel/Bienne Biena, Suiza Challenger 80 – Dura (i) – 32S/24Q/16D Cuadro Individuales – Cuadro Dobles                                     | Jurij Rodionov 7–6(7–3), 6–4                              | Kacper Żuk                                   | Filip Horanský Dominic Stricker             | Marek Gengel Leandro Riedi Tim van Rijthoven Antoine Escoffier                               |
| 21 de marzo | Challenger Biel/Bienne Biena, Suiza Challenger 80 – Dura (i) – 32S/24Q/16D Cuadro Individuales – Cuadro Dobles                                     | Pierre-Hugues Herbert Albano Olivetti 6–3, 6–4            | Purav Raja Ramkumar Ramanathan               | Filip Horanský Dominic Stricker             | Marek Gengel Leandro Riedi Tim van Rijthoven Antoine Escoffier                               |
| 21 de marzo | Zadar Open Zadar, Croacia Challenger 80 – Tierra batida – 32S/24Q/16D Cuadro Individuales – Cuadro Dobles                                          | Flavio Cobolli 6–4, 6–2                                   | Daniel Michalski                             | Carlos Sánchez Jover Manuel Guinard         | Duje Ajduković Dalibor Svrčina Andrea Vavassori Eduard Esteve Lobato                         |
| 21 de marzo | Zadar Open Zadar, Croacia Challenger 80 – Tierra batida – 32S/24Q/16D Cuadro Individuales – Cuadro Dobles                                          | Zdeněk Kolář Andrea Vavassori 3–6, 7–6(9–7), [10–6]       | Franco Agamenone Manuel Guinard              | Carlos Sánchez Jover Manuel Guinard         | Duje Ajduković Dalibor Svrčina Andrea Vavassori Eduard Esteve Lobato                         |
| 21 de marzo | Dove Men+Care Bolivia Open Santa Cruz de la Sierra, Bolivia Challenger 80 – Tierra batida – 32S/24Q/16D Cuadro Individuales – Cuadro Dobles        | Paul Jubb 6–3, 7–6(7–5)                                   | Juan Pablo Varillas                          | Daniel Dutra da Silva Pablo Cuevas          | Hernán Casanova Tomás Barrios Facundo Mena Genaro Alberto Olivieri                           |
| 21 de marzo | Dove Men+Care Bolivia Open Santa Cruz de la Sierra, Bolivia Challenger 80 – Tierra batida – 32S/24Q/16D Cuadro Individuales – Cuadro Dobles        | Jesper de Jong Bart Stevens 6–4, 3–6, [10–6]              | Nicolás Barrientos Miguel Ángel Reyes-Varela | Daniel Dutra da Silva Pablo Cuevas          | Hernán Casanova Tomás Barrios Facundo Mena Genaro Alberto Olivieri                           |
| 28 de marzo | Andalucía Challenger Marbella, España Challenger 125 – Tierra batida – 32S/24Q/16D Cuadro Individuales – Cuadro Dobles                             | Jaume Munar 6–2, 6–2                                      | Pedro Cachín                                 | Pablo Andújar Jiří Veselý                   | Philipp Kohlschreiber Chun-hsin Tseng Roberto Carballés Baena Alex Molčan                    |
| 28 de marzo | Andalucía Challenger Marbella, España Challenger 125 – Tierra batida – 32S/24Q/16D Cuadro Individuales – Cuadro Dobles                             | Roman Jebavý Philipp Oswald 7–6(8–6), 3–6, [10–3]         | Hugo Nys Jan Zieliński                       | Pablo Andújar Jiří Veselý                   | Philipp Kohlschreiber Chun-hsin Tseng Roberto Carballés Baena Alex Molčan                    |
| 28 de marzo | BSI Challenger Lugano Lugano, Suiza Challenger 80 – Dura (i) – 32S/24Q/16D Cuadro Individuales – Cuadro Dobles                                     | Luca Nardi 4–6, 6–2, 6–3                                  | Leandro Riedi                                | Pierre-Hugues Herbert Cedrik-Marcel Stebe   | Marc-Andrea Hüsler Marius Copil Jurij Rodionov Jérôme Kym                                    |
| 28 de marzo | BSI Challenger Lugano Lugano, Suiza Challenger 80 – Dura (i) – 32S/24Q/16D Cuadro Individuales – Cuadro Dobles                                     | Ruben Bemelmans Daniel Masur 4–6, 7–6(7–5), [10–7]        | Jérôme Kym Leandro Riedi                     | Pierre-Hugues Herbert Cedrik-Marcel Stebe   | Marc-Andrea Hüsler Marius Copil Jurij Rodionov Jérôme Kym                                    |
| 28 de marzo | Open de Oeiras Oeiras, Portugal Challenger 80 – Tierra batida – 32S/24Q/16D Cuadro Individuales – Cuadro Dobles                                    | Gastão Elias 6–3, 6–4                                     | Nino Serdarušić                              | Nuno Borges Alessandro Giannessi            | Noah Rubin Thiago Monteiro Giulio Zeppieri Vít Kopřiva                                       |
| 28 de marzo | Open de Oeiras Oeiras, Portugal Challenger 80 – Tierra batida – 32S/24Q/16D Cuadro Individuales – Cuadro Dobles                                    | Nuno Borges Francisco Cabral 6–3, 6–0                     | Sanjar Fayziev Markos Kalovelonis            | Nuno Borges Alessandro Giannessi            | Noah Rubin Thiago Monteiro Giulio Zeppieri Vít Kopřiva                                       |
| 28 de marzo | Open Harmonie mutuelle Saint-Brieuc, Francia Challenger 80 – Dura (i) – 32S/24Q/16D Cuadro Individuales – Cuadro Dobles                            | Jack Draper 6–2, 5–7, 6–4                                 | Zizou Bergs                                  | Antoine Escoffier Quentin Halys             | Ryan Peniston Evan Furness Benjamin Hassan Alastair Gray                                     |
| 28 de marzo | Open Harmonie mutuelle Saint-Brieuc, Francia Challenger 80 – Dura (i) – 32S/24Q/16D Cuadro Individuales – Cuadro Dobles                            | Sander Arends David Pel 6–3, 6–3                          | Jonathan Eysseric Robin Haase                | Antoine Escoffier Quentin Halys             | Ryan Peniston Evan Furness Benjamin Hassan Alastair Gray                                     |
| 28 de marzo | Circuito Dove Men+Care Pereira Pereira, Colombia Challenger 80 – Tierra batida – 32S/24Q/16D Cuadro Individuales – Cuadro Dobles                   | Facundo Bagnis 6–3, 6–0                                   | Facundo Mena                                 | Juan Pablo Varillas Tomás Martín Etcheverry | Nicolás Barrientos Thiago Agustín Tirante Juan Pablo Ficovich Peđa Krstin                    |
| 28 de marzo | Circuito Dove Men+Care Pereira Pereira, Colombia Challenger 80 – Tierra batida – 32S/24Q/16D Cuadro Individuales – Cuadro Dobles                   | Luis David Martínez Cristian Rodríguez 7–6(7–2), 7–6(7–3) | Grigoriy Lomakin Oleg Prihodko               | Juan Pablo Varillas Tomás Martín Etcheverry | Nicolás Barrientos Thiago Agustín Tirante Juan Pablo Ficovich Peđa Krstin                    |

### Torneos en abril
| Semana de   | Torneo | Campeones                                                     | Finalista                                 | Semifinales                                 | Cuartos de final                                                                       |
| ----------- | --- | ------------------------------------------------------------- | ----------------------------------------- | ------------------------------------------- | -------------------------------------------------------------------------------------- |
| 4 de abril  | México City Open Ciudad de México, México Challenger 125 – Tierra batida – 32S/24Q/16D Cuadro Individuales – Cuadro Dobles                | Marc-Andrea Hüsler 6–4, 6–2                                   | Tomás Martín Etcheverry                   | Felipe Meligeni Alves Nicolás Jarry         | Maxime Janvier Renzo Olivo Gerald Melzer Mateus Alves                                  |
| 4 de abril  | México City Open Ciudad de México, México Challenger 125 – Tierra batida – 32S/24Q/16D Cuadro Individuales – Cuadro Dobles                | Nicolás Jarry Matheus Pucinelli de Almeida 6–2, 6–3           | Jonathan Eysseric Artem Sitak             | Felipe Meligeni Alves Nicolás Jarry         | Maxime Janvier Renzo Olivo Gerald Melzer Mateus Alves                                  |
| 4 de abril  | Open de Oeiras II Oeiras, Portugal Challenger 80 – Tierra batida – 32S/24Q/16D Cuadro Individuales – Cuadro Dobles                        | Gastão Elias 7–6(7–4), 6–1                                    | Alessandro Giannessi                      | Jozef Kovalík Zdeněk Kolář                  | Lukáš Rosol Christopher O'Connell Zsombor Piros Dimitar Kuzmanov                       |
| 4 de abril  | Open de Oeiras II Oeiras, Portugal Challenger 80 – Tierra batida – 32S/24Q/16D Cuadro Individuales – Cuadro Dobles                        | Nuno Borges Francisco Cabral 6–4, 6–0                         | Zdeněk Kolář Adam Pavlásek                | Jozef Kovalík Zdeněk Kolář                  | Lukáš Rosol Christopher O'Connell Zsombor Piros Dimitar Kuzmanov                       |
| 4 de abril  | Sanremo Challenger Sanremo, Italia Challenger 80 – Tierra batida – 32S/24Q/16D Cuadro Individuales – Cuadro Dobles                        | Holger Rune 6–1, 2–6, 6–4                                     | Francesco Passaro                         | Andrea Arnaboldi Gianluca Mager             | Matteo Gigante Alexey Vatutin Máté Valkusz Thomas Fabbiano                             |
| 4 de abril  | Sanremo Challenger Sanremo, Italia Challenger 80 – Tierra batida – 32S/24Q/16D Cuadro Individuales – Cuadro Dobles                        | Geoffrey Blancaneaux Alexandre Müller 4–6, 6–3, [11–9]        | Flavio Cobolli Matteo Gigante             | Andrea Arnaboldi Gianluca Mager             | Matteo Gigante Alexey Vatutin Máté Valkusz Thomas Fabbiano                             |
| 4 de abril  | Murcia Open Murcia, España Challenger 80 – Tierra batida – 32S/24Q/16D Cuadro Individuales – Cuadro Dobles                                | Chun-hsin Tseng 6–4, 6–1                                      | Norbert Gombos                            | Dennis Novak Iván Gájov                     | Marco Trungelliti Carlos Gimeno Valero Pedro Cachín Jonáš Forejtek                     |
| 4 de abril  | Murcia Open Murcia, España Challenger 80 – Tierra batida – 32S/24Q/16D Cuadro Individuales – Cuadro Dobles                                | Íñigo Cervantes Oriol Roca Batalla 6–7(4–7), 7–6(7–4), [10–7] | Pedro Cachín Martín Cuevas                | Dennis Novak Iván Gájov                     | Marco Trungelliti Carlos Gimeno Valero Pedro Cachín Jonáš Forejtek                     |
| 4 de abril  | Challenger de Salinas Copa Banco Guayaquil Salinas, Ecuador Challenger 80 – Dura – 32S/24Q/16D Cuadro Individuales – Cuadro Dobles        | Emilio Gómez 6–7(2–7), 7–6(7–4), 7–5                          | Nicolás Moreno de Alborán                 | Alexander Ritschard Roberto Quiroz          | Felix Corwin Camilo Ugo Carabelli JC Aragone Andrea Collarini                          |
| 4 de abril  | Challenger de Salinas Copa Banco Guayaquil Salinas, Ecuador Challenger 80 – Dura – 32S/24Q/16D Cuadro Individuales – Cuadro Dobles        | Yuki Bhambri Saketh Myneni 4–6, 6–3, [10–7]                   | JC Aragone Roberto Quiroz                 | Alexander Ritschard Roberto Quiroz          | Felix Corwin Camilo Ugo Carabelli JC Aragone Andrea Collarini                          |
| 11 de abril | Elizabeth Moore Sarasota Open Sarasota, Estados Unidos Challenger 100 – Tierra batida – 32S/24Q/16D Cuadro Individuales – Cuadro Dobles   | Daniel Elahi Galán 7–6(9–7), 4–6, 6–1                         | Steve Johnson                             | Denis Kudla Alejandro Tabilo                | Jack Sock Mitchell Krueger Jeffrey John Wolf Adrian Andreev                            |
| 11 de abril | Elizabeth Moore Sarasota Open Sarasota, Estados Unidos Challenger 100 – Tierra batida – 32S/24Q/16D Cuadro Individuales – Cuadro Dobles   | Robert Galloway Jackson Withrow 6–3, 7–6(7–3)                 | André Göransson Nathaniel Lammons         | Denis Kudla Alejandro Tabilo                | Jack Sock Mitchell Krueger Jeffrey John Wolf Adrian Andreev                            |
| 11 de abril | Open Città della Disfida Barletta, Italia Challenger 80 – Tierra batida – 32S/24Q/16D Cuadro Individuales – Cuadro Dobles                 | Nuno Borges 6–3, 7–5                                          | Miljan Zekić                              | Luca Nardi Zdeněk Kolář                     | Geoffrey Blancaneaux Aleksandr Shevchenko Jelle Sels Luciano Darderi                   |
| 11 de abril | Open Città della Disfida Barletta, Italia Challenger 80 – Tierra batida – 32S/24Q/16D Cuadro Individuales – Cuadro Dobles                 | Evgeny Karlovskiy Evgenii Tiurnev 6–3, 6–4                    | Ben McLachlan Szymon Walków               | Luca Nardi Zdeněk Kolář                     | Geoffrey Blancaneaux Aleksandr Shevchenko Jelle Sels Luciano Darderi                   |
| 11 de abril | Open Comunidad de Madrid Madrid, España Challenger 80 – Tierra batida – 32S/24Q/16D Cuadro Individuales – Cuadro Dobles                   | Pedro Cachín 6–3, 6–7(3–7), 6–3                               | Marco Trungelliti                         | Roberto Carballés Baena Thiago Monteiro     | Lucas Pouille Manuel Guinard Christopher O'Connell Sebastian Ofner                     |
| 11 de abril | Open Comunidad de Madrid Madrid, España Challenger 80 – Tierra batida – 32S/24Q/16D Cuadro Individuales – Cuadro Dobles                   | Adam Pavlásek Igor Zelenay 6–3, 3–6, [10–6]                   | Rafael Matos David Vega Hernández         | Roberto Carballés Baena Thiago Monteiro     | Lucas Pouille Manuel Guinard Christopher O'Connell Sebastian Ofner                     |
| 11 de abril | San Luis Open BMW San Luis Potosí, México Challenger 80 – Tierra batida – 32S/24Q/16D Cuadro Individuales – Cuadro Dobles                 | Antoine Bellier 6–7(2–7), 6–4, 7–5                            | Renzo Olivo                               | Marc-Andrea Hüsler Nicolás Jarry            | Andrej Martin Zhang Zhizhen Ernesto Escobedo Felipe Meligeni Alves                     |
| 11 de abril | San Luis Open BMW San Luis Potosí, México Challenger 80 – Tierra batida – 32S/24Q/16D Cuadro Individuales – Cuadro Dobles                 | Nicolás Barrientos Miguel Ángel Reyes-Varela 7–6(13–11), 6–2  | Luis David Martínez Felipe Meligeni Alves | Marc-Andrea Hüsler Nicolás Jarry            | Andrej Martin Zhang Zhizhen Ernesto Escobedo Felipe Meligeni Alves                     |
| 18 de abril | Sparta Prague Open Praga, República Checa Challenger 80 – Tierra batida – 32S/24Q/16D Cuadro Individuales – Cuadro Dobles                 | Sebastian Ofner 6–0, 6–4                                      | Dalibor Svrčina                           | Tseng Chun-hsin Tomáš Macháč                | Jonáš Forejtek Javier Barranco Cosano Lorenzo Giustino Lukáš Rosol                     |
| 18 de abril | Sparta Prague Open Praga, República Checa Challenger 80 – Tierra batida – 32S/24Q/16D Cuadro Individuales – Cuadro Dobles                 | Francisco Cabral Szymon Walków 6–2, 7–6(14–12)                | Tristan Lamasine Lucas Pouille            | Tseng Chun-hsin Tomáš Macháč                | Jonáš Forejtek Javier Barranco Cosano Lorenzo Giustino Lukáš Rosol                     |
| 18 de abril | Split Open Split, Croacia Challenger 80 – Tierra batida – 32S/24Q/16D Cuadro Individuales – Cuadro Dobles                                 | Christopher O'Connell 6–3, 2–0 ret.                           | Zsombor Piros                             | Matteo Arnaldi Máté Valkusz                 | Andrea Arnaboldi Kacper Żuk Luca Nardi Aleksandr Shevchenko                            |
| 18 de abril | Split Open Split, Croacia Challenger 80 – Tierra batida – 32S/24Q/16D Cuadro Individuales – Cuadro Dobles                                 | Nathaniel Lammons Albano Olivetti 4–6, 7–6(8–6), [10–7]       | Sadio Doumbia Fabien Reboul               | Matteo Arnaldi Máté Valkusz                 | Andrea Arnaboldi Kacper Żuk Luca Nardi Aleksandr Shevchenko                            |
| 18 de abril | Tallahassee Tennis Challenger Tallahassee, Estados Unidos Challenger 80 – Tierra batida – 32S/24Q/16D Cuadro Individuales – Cuadro Dobles | Wu Tung-lin 6–3, 6–4                                          | Michael Mmoh                              | Daniel Elahi Galán Zhang Zhizhen            | Aleksandar Kovacevic Yosuke Watanuki Christian Harrison Jeffrey John Wolf              |
| 18 de abril | Tallahassee Tennis Challenger Tallahassee, Estados Unidos Challenger 80 – Tierra batida – 32S/24Q/16D Cuadro Individuales – Cuadro Dobles | Gijs Brouwer Christian Harrison 4–6, 7–5, [10–6]              | Diego Hidalgo Cristian Rodríguez          | Daniel Elahi Galán Zhang Zhizhen            | Aleksandar Kovacevic Yosuke Watanuki Christian Harrison Jeffrey John Wolf              |
| 18 de abril | San Marcos Open Aguascalientes Aguascalientes, México Challenger 80 – Tierra batida – 32S/24Q/16D Cuadro Individuales – Cuadro Dobles     | Marc-Andrea Hüsler 6–4, 4–6, 6–3                              | Juan Pablo Ficovich                       | Filip Jianu Federico Gaio                   | Adrián Menéndez Maceiras Arthur Cazaux Steven Diez Nicolás Jarry                       |
| 18 de abril | San Marcos Open Aguascalientes Aguascalientes, México Challenger 80 – Tierra batida – 32S/24Q/16D Cuadro Individuales – Cuadro Dobles     | Nicolás Barrientos Miguel Ángel Reyes-Varela 7–5, 6–3         | Gonçalo Oliveira Divij Sharan             | Filip Jianu Federico Gaio                   | Adrián Menéndez Maceiras Arthur Cazaux Steven Diez Nicolás Jarry                       |
| 25 de abril | Ostrava Challenger Ostrava, República Checa Challenger 80 – Tierra batida – 32S/24Q/16D Cuadro Individuales – Cuadro Dobles               | Evan Furness 4–6, 7–6(8–6), 6–1                               | Ryan Peniston                             | Dalibor Svrčina Constant Lestienne          | Jonáš Forejtek Mats Rosenkranz Zdeněk Kolář Vitaliy Sachko                             |
| 25 de abril | Ostrava Challenger Ostrava, República Checa Challenger 80 – Tierra batida – 32S/24Q/16D Cuadro Individuales – Cuadro Dobles               | Alexander Erler Lucas Miedler 7–6(7–5), 7–5                   | Hunter Reese Sem Verbeek                  | Dalibor Svrčina Constant Lestienne          | Jonáš Forejtek Mats Rosenkranz Zdeněk Kolář Vitaliy Sachko                             |
| 25 de abril | Garden Open Roma, Italia Challenger 80 – Tierra batida – 32S/24Q/16D Cuadro Individuales – Cuadro Dobles                                  | Franco Agamenone 6–1, 6–4                                     | Gian Marco Moroni                         | Quentin Halys Flavio Cobolli                | Jesper de Jong Ergi Kırkın Kenny de Schepper Giulio Zeppieri                           |
| 25 de abril | Garden Open Roma, Italia Challenger 80 – Tierra batida – 32S/24Q/16D Cuadro Individuales – Cuadro Dobles                                  | Jesper de Jong Bart Stevens 3–6, 7–5, [10–8]                  | Sadio Doumbia Fabien Reboul               | Quentin Halys Flavio Cobolli                | Jesper de Jong Ergi Kırkın Kenny de Schepper Giulio Zeppieri                           |
| 25 de abril | Savannah Challenger Savannah, Estados Unidos Challenger 80 – Tierra batida – 32S/24Q/16D Cuadro Individuales – Cuadro Dobles              | Jack Sock 6–4, 6–1                                            | Christian Harrison                        | Jeffrey John Wolf Bjorn Fratangelo          | Tomás Martín Etcheverry Alex Rybakov Zhizhen Zhang José Pereira                        |
| 25 de abril | Savannah Challenger Savannah, Estados Unidos Challenger 80 – Tierra batida – 32S/24Q/16D Cuadro Individuales – Cuadro Dobles              | Ruben Gonzales Treat Huey 7–6(7–3), 6–4                       | Wu Tung-lin Zhizhen Zhang                 | Jeffrey John Wolf Bjorn Fratangelo          | Tomás Martín Etcheverry Alex Rybakov Zhizhen Zhang José Pereira                        |
| 25 de abril | Challenger de Tigre II Buenos Aires, Argentina Challenger 80 – Tierra batida – 32S/24Q/16D Cuadro Individuales – Cuadro Dobles            | Camilo Ugo Carabelli 7–5, 6–2                                 | Andrea Collarini                          | Genaro Alberto Olivieri Juan Pablo Varillas | Santiago Rodríguez Taverna Felipe Meligeni Alves Gonzalo Villanueva Francisco Comesaña |
| 25 de abril | Challenger de Tigre II Buenos Aires, Argentina Challenger 80 – Tierra batida – 32S/24Q/16D Cuadro Individuales – Cuadro Dobles            | Guillermo Durán Felipe Meligeni Alves 3–6, 6–4, [10–3]        | Luciano Darderi Juan Bautista Torres      | Genaro Alberto Olivieri Juan Pablo Varillas | Santiago Rodríguez Taverna Felipe Meligeni Alves Gonzalo Villanueva Francisco Comesaña |
| 25 de abril | Morelos Open Cuernavaca, México Challenger 80 – Dura – 32S/24Q/16D Cuadro Individuales – Cuadro Dobles                                    | Jay Clarke 6–1, 4–6, 7–6(7–5)                                 | Adrián Menéndez Maceiras                  | Yun-seong Chung Rinky Hijikata              | Ernesto Escobedo Keegan Smith Roberto Quiroz Steven Diez                               |
| 25 de abril | Morelos Open Cuernavaca, México Challenger 80 – Dura – 32S/24Q/16D Cuadro Individuales – Cuadro Dobles                                    | JC Aragone Adrián Menéndez Maceiras 7–6(7–4), 6–2             | Nicolás Mejía Roberto Quiroz              | Yun-seong Chung Rinky Hijikata              | Ernesto Escobedo Keegan Smith Roberto Quiroz Steven Diez                               |

### Torneos en mayo
| Semana de  | Torneo | Campeones                                                          | Finalista                                    | Semifinales                              | Cuartos de final                                                                   |
| ---------- | --- | ------------------------------------------------------------------ | -------------------------------------------- | ---------------------------------------- | ---------------------------------------------------------------------------------- |
| 2 de mayo  | Open du Pays d'Aix Aix-en-Provence, Francia Challenger 100 – Tierra batida – 32S/24Q/16D Cuadro Individuales – Cuadro Dobles                   | Benjamin Bonzi 6–2, 6–4                                            | Grégoire Barrère                             | Nicolás Jarry Pavel Kotov                | Ramkumar Ramanathan Alexandre Müller Quentin Halys Hugo Grenier                    |
| 2 de mayo  | Open du Pays d'Aix Aix-en-Provence, Francia Challenger 100 – Tierra batida – 32S/24Q/16D Cuadro Individuales – Cuadro Dobles                   | Titouan Droguet Kyrian Jacquet 6–2, 6–3                            | Nicolás Barrientos Miguel Ángel Reyes-Varela | Nicolás Jarry Pavel Kotov                | Ramkumar Ramanathan Alexandre Müller Quentin Halys Hugo Grenier                    |
| 2 de mayo  | Upper Austria Open Mauthausen, Austria Challenger 100 – Tierra batida – 32S/24Q/16D Cuadro Individuales – Cuadro Dobles                        | Jurij Rodionov 6–4, 6–4                                            | Jiří Lehečka                                 | Máté Valkusz Dennis Novak                | John Millman Attila Balázs Lucas Miedler Radu Albot                                |
| 2 de mayo  | Upper Austria Open Mauthausen, Austria Challenger 100 – Tierra batida – 32S/24Q/16D Cuadro Individuales – Cuadro Dobles                        | Sander Arends David Pel 6–4, 6–3                                   | Johannes Härteis Benjamin Hassan             | Máté Valkusz Dennis Novak                | John Millman Attila Balázs Lucas Miedler Radu Albot                                |
| 2 de mayo  | I.ČLTK Prague Open Praga, República Checa Challenger 80 – Tierra batida – 32S/24Q/16D Cuadro Individuales – Cuadro Dobles                      | Pedro Cachín 6–3, 7–6(7–4)                                         | Lorenzo Giustino                             | Geoffrey Blancaneaux Dimitar Kuzmanov    | Thomas Fabbiano Clément Tabur Federico Gaio Maximilian Marterer                    |
| 2 de mayo  | I.ČLTK Prague Open Praga, República Checa Challenger 80 – Tierra batida – 32S/24Q/16D Cuadro Individuales – Cuadro Dobles                      | Nuno Borges Francisco Cabral 6–4, 6–7(3–7), [10–5]                 | Andrew Paulson Adam Pavlásek                 | Geoffrey Blancaneaux Dimitar Kuzmanov    | Thomas Fabbiano Clément Tabur Federico Gaio Maximilian Marterer                    |
| 2 de mayo  | Dove Men+Care Salvador de Bahía Salvador, Brasil Challenger 80 – Tierra batida – 32S/24Q/16D Cuadro Individuales – Cuadro Dobles               | João Domingues 7–6(11–9), 6–1                                      | Tomás Barrios                                | Gonzalo Villanueva Renzo Olivo           | Gonzalo Lama Daniel Dutra da Silva Wilson Leite Pedro Boscardin Dias               |
| 2 de mayo  | Dove Men+Care Salvador de Bahía Salvador, Brasil Challenger 80 – Tierra batida – 32S/24Q/16D Cuadro Individuales – Cuadro Dobles               | Diego Hidalgo Cristian Rodríguez 7–5, 6–1                          | Orlando Luz Felipe Meligeni Alves            | Gonzalo Villanueva Renzo Olivo           | Gonzalo Lama Daniel Dutra da Silva Wilson Leite Pedro Boscardin Dias               |
| 9 de mayo  | BNP Paribas Primrose Bordeaux Burdeos, Francia Challenger 125 – Tierra batida – 32S/24Q/16D Cuadro Individuales – Cuadro Dobles                | Alexei Popyrin 2–6, 7–6(7–5), 7–6(7–4)                             | Quentin Halys                                | Pavel Kotov Andrea Pellegrino            | Pablo Cuevas Elias Ymer Jaume Munar Benjamin Bonzi                                 |
| 9 de mayo  | BNP Paribas Primrose Bordeaux Burdeos, Francia Challenger 125 – Tierra batida – 32S/24Q/16D Cuadro Individuales – Cuadro Dobles                | Rafael Matos David Vega Hernández 6–4, 6–0                         | Hugo Nys Jan Zieliński                       | Pavel Kotov Andrea Pellegrino            | Pablo Cuevas Elias Ymer Jaume Munar Benjamin Bonzi                                 |
| 9 de mayo  | Heilbronner Neckarcup Heilbronn, Alemania Challenger 100 – Tierra batida – 32S/24Q/16D Cuadro Individuales – Cuadro Dobles                     | Daniel Altmaier 3–6, 6–1, 6–4                                      | Andrej Martin                                | Daniel Elahi Galán Jonáš Forejtek        | Thiago Agustín Tirante Tseng Chun-hsin Bernabé Zapata Miralles Alexander Ritschard |
| 9 de mayo  | Heilbronner Neckarcup Heilbronn, Alemania Challenger 100 – Tierra batida – 32S/24Q/16D Cuadro Individuales – Cuadro Dobles                     | Nicolás Barrientos Miguel Ángel Reyes-Varela 7–5, 6–3              | Jelle Sels Bart Stevens                      | Daniel Elahi Galán Jonáš Forejtek        | Thiago Agustín Tirante Tseng Chun-hsin Bernabé Zapata Miralles Alexander Ritschard |
| 9 de mayo  | Zagreb Open Zagreb, Croacia Challenger 80 – Tierra batida – 32S/24Q/16D Cuadro Individuales – Cuadro Dobles                                    | Filip Misolic 6–3, 7–6(8–6)                                        | Mili Poljičak                                | Jason Kubler Carlos Gimeno Valero        | Wu Yibing Duje Ajduković Nino Serdarušić Mirza Bašić                               |
| 9 de mayo  | Zagreb Open Zagreb, Croacia Challenger 80 – Tierra batida – 32S/24Q/16D Cuadro Individuales – Cuadro Dobles                                    | Adam Pavlásek Igor Zelenay 4–6, 6–3, [10–2]                        | Domagoj Bilješko Andrey Chepelev             | Jason Kubler Carlos Gimeno Valero        | Wu Yibing Duje Ajduković Nino Serdarušić Mirza Bašić                               |
| 9 de mayo  | Shymkent Challenger Shymkent, Kazajistán Challenger 80 – Tierra batida – 32S/24Q/16D Cuadro Individuales – Cuadro Dobles                       | Emilio Nava 6–4, 7–6(7–3)                                          | Sebastian Fanselow                           | Ulises Blanch Ergi Kırkın                | Viktor Durasovic Alexandar Lazarov Evgeny Karlovskiy Dragoș Nicolae Mădăraș        |
| 9 de mayo  | Shymkent Challenger Shymkent, Kazajistán Challenger 80 – Tierra batida – 32S/24Q/16D Cuadro Individuales – Cuadro Dobles                       | Antoine Bellier Gabriel Décamps 7–6(7–3), 6–3                      | Sebastian Fanselow Kaichi Uchida             | Ulises Blanch Ergi Kırkın                | Viktor Durasovic Alexandar Lazarov Evgeny Karlovskiy Dragoș Nicolae Mădăraș        |
| 9 de mayo  | Dove Men+Care Coquimbo Coquimbo, Chile Challenger 80 – Tierra batida – 32S/24Q/16D Cuadro Individuales – Cuadro Dobles                         | Facundo Díaz Acosta 7–5, 7–6(7–4)                                  | Pedro Boscardin Dias                         | Francisco Comesaña Juan Bautista Torres  | Tomás Barrios Pol Martín Tiffon Andrea Collarini Arklon Huertas del Pino           |
| 9 de mayo  | Dove Men+Care Coquimbo Coquimbo, Chile Challenger 80 – Tierra batida – 32S/24Q/16D Cuadro Individuales – Cuadro Dobles                         | Guillermo Durán Nicolás Mejía 6–4, 1–6, [10–7]                     | Diego Hidalgo Cristian Rodríguez             | Francisco Comesaña Juan Bautista Torres  | Tomás Barrios Pol Martín Tiffon Andrea Collarini Arklon Huertas del Pino           |
| 16 de mayo | Tunis Open Ciudad de Túnez, Túnez Challenger 80 – Tierra batida – 32S/24Q/16D Cuadro Individuales – Cuadro Dobles                              | Roberto Carballés Baena 6–1, 6–1                                   | Gijs Brouwer                                 | Filip Misolic Zhang Zhizhen              | Nicola Kuhn Oriol Roca Batalla Frederico Ferreira Silva Michael Geerts             |
| 16 de mayo | Tunis Open Ciudad de Túnez, Túnez Challenger 80 – Tierra batida – 32S/24Q/16D Cuadro Individuales – Cuadro Dobles                              | Nicolás Barrientos Miguel Ángel Reyes-Varela 6–7(3–7), 6–3, [11–9] | Alexander Erler Lucas Miedler                | Filip Misolic Zhang Zhizhen              | Nicola Kuhn Oriol Roca Batalla Frederico Ferreira Silva Michael Geerts             |
| 16 de mayo | Shymkent Challenger II Shymkent, Kazajistán Challenger 80 – Tierra batida – 32S/24Q/16D Cuadro Individuales – Cuadro Dobles                    | Sergey Fomin 7–6(7–3), 6–3                                         | Robin Haase                                  | Emilio Nava Evan Zhu                     | Evgeny Karlovskiy Kaichi Uchida David Ionel Illya Marchenko                        |
| 16 de mayo | Shymkent Challenger II Shymkent, Kazajistán Challenger 80 – Tierra batida – 32S/24Q/16D Cuadro Individuales – Cuadro Dobles                    | Sanjar Fayziev Markos Kalovelonis 6–7(3–7), 6–4, [10–4]            | Mikael Torpegaard Kaichi Uchida              | Emilio Nava Evan Zhu                     | Evgeny Karlovskiy Kaichi Uchida David Ionel Illya Marchenko                        |
| 16 de mayo | Internazionali di Tennis d'Abruzzo Francavilla al Mare, Italia Challenger 50 – Tierra batida – 32S/24Q/16D Cuadro Individuales – Cuadro Dobles | Matteo Arnaldi 6-3, 6–7(7–9), 6-4                                  | Francesco Maestrelli                         | Hernán Casanova Alexis Galarneau         | Mathias Bourge Alex Rybakov Dan Added Máté Valkusz                                 |
| 16 de mayo | Internazionali di Tennis d'Abruzzo Francavilla al Mare, Italia Challenger 50 – Tierra batida – 32S/24Q/16D Cuadro Individuales – Cuadro Dobles | Hernán Casanova Dan Added 6–3, 7–5                                 | Davide Pozzi Augusto Virgili                 | Hernán Casanova Alexis Galarneau         | Mathias Bourge Alex Rybakov Dan Added Máté Valkusz                                 |
| 23 de mayo | Internazionali di Tennis Città di Vicenza Vicenza, Italia Challenger 80 – Tierra batida – 32S/24Q/16D Cuadro Individuales – Cuadro Dobles      | Andrea Pellegrino 6–1, 6–4                                         | Andrea Collarini                             | Matteo Gigante Daniel Dutra da Silva     | Gianluca Mager Andrea Arnaboldi Matteo Arnaldi Juan Manuel Cerúndolo               |
| 23 de mayo | Internazionali di Tennis Città di Vicenza Vicenza, Italia Challenger 80 – Tierra batida – 32S/24Q/16D Cuadro Individuales – Cuadro Dobles      | Francisco Comesaña Luciano Darderi 6–3, 7–6(7–4)                   | Matteo Gigante Francesco Passaro             | Matteo Gigante Daniel Dutra da Silva     | Gianluca Mager Andrea Arnaboldi Matteo Arnaldi Juan Manuel Cerúndolo               |
| 23 de mayo | Saturn Oil Open Troisdorf, Alemania Challenger 80 – Tierra batida – 32S/24Q/16D Cuadro Individuales – Cuadro Dobles                            | Lukáš Klein 6–2, 6–4                                               | Zizou Bergs                                  | Henri Squire Roman Safiullin             | Evgeny Donskoy Hugo Grenier Frederico Ferreira Silva Jelle Sels                    |
| 23 de mayo | Saturn Oil Open Troisdorf, Alemania Challenger 80 – Tierra batida – 32S/24Q/16D Cuadro Individuales – Cuadro Dobles                            | Dustin Brown Evan King 6–4, 7–5                                    | Hendrik Jebens Piotr Matuszewski             | Henri Squire Roman Safiullin             | Evgeny Donskoy Hugo Grenier Frederico Ferreira Silva Jelle Sels                    |
| 30 de mayo | Internazionali di Tennis Città di Forlì Forlì, Italia Challenger 125 – Tierra batida – 32S/24Q/16D Cuadro Individuales – Cuadro Dobles         | Lorenzo Musetti 2–6, 6–3, 6–2                                      | Francesco Passaro                            | Matteo Gigante Jaume Munar               | Juan Manuel Cerúndolo Tomás Martín Etcheverry Riccardo Bonadio Taro Daniel         |
| 30 de mayo | Internazionali di Tennis Città di Forlì Forlì, Italia Challenger 125 – Tierra batida – 32S/24Q/16D Cuadro Individuales – Cuadro Dobles         | Nicolás Barrientos Miguel Ángel Reyes-Varela 7–5, 4–6, [10–4]      | Sadio Doumbia Fabien Reboul                  | Matteo Gigante Jaume Munar               | Juan Manuel Cerúndolo Tomás Martín Etcheverry Riccardo Bonadio Taro Daniel         |
| 30 de mayo | Surbiton Trophy Surbiton, Reino Unido Challenger 125 – Césped – 32S/24Q/16D Cuadro Individuales – Cuadro Dobles                                | Jordan Thompson 7–5, 6–3                                           | Denis Kudla                                  | Andy Murray Otto Virtanen                | Brandon Nakashima Max Purcell Christopher O'Connell Ryan Peniston                  |
| 30 de mayo | Surbiton Trophy Surbiton, Reino Unido Challenger 125 – Césped – 32S/24Q/16D Cuadro Individuales – Cuadro Dobles                                | Julian Cash Henry Patten 4–6, 6–3, [11–9]                          | Aleksandr Nedovyesov Aisam-ul-Haq Qureshi    | Andy Murray Otto Virtanen                | Brandon Nakashima Max Purcell Christopher O'Connell Ryan Peniston                  |
| 30 de mayo | UniCredit Czech Open Prostějov, República Checa Challenger 100 – Tierra batida – 32S/24Q/16D Cuadro Individuales – Cuadro Dobles               | Vít Kopřiva 6–2, 6–2                                               | Dalibor Svrčina                              | Lukáš Klein Filip Horanský               | Hamad Međedović Benjamin Hassan Matheus Pucinelli de Almeida Martin Krumich        |
| 30 de mayo | UniCredit Czech Open Prostějov, República Checa Challenger 100 – Tierra batida – 32S/24Q/16D Cuadro Individuales – Cuadro Dobles               | Yuki Bhambri Saketh Myneni 6–3, 7–5                                | Roman Jebavý Andrej Martin                   | Lukáš Klein Filip Horanský               | Hamad Međedović Benjamin Hassan Matheus Pucinelli de Almeida Martin Krumich        |
| 30 de mayo | Poznań Open Poznań, Polonia Challenger 90 – Tierra batida – 32S/24Q/16D Cuadro Individuales – Cuadro Dobles                                    | Arthur Rinderknech 6–3, 7–6(7–2)                                   | Tomás Barrios                                | Dimitar Kuzmanov Genaro Alberto Olivieri | Daniel Dutra da Silva Tseng Chun-hsin Zizou Bergs Aleksandr Shevchenko             |
| 30 de mayo | Poznań Open Poznań, Polonia Challenger 90 – Tierra batida – 32S/24Q/16D Cuadro Individuales – Cuadro Dobles                                    | Hunter Reese Szymon Walków 1–6, 6–3, [10–6]                        | Marek Gengel Adam Pavlásek                   | Dimitar Kuzmanov Genaro Alberto Olivieri | Daniel Dutra da Silva Tseng Chun-hsin Zizou Bergs Aleksandr Shevchenko             |
| 30 de mayo | Little Rock Challenger Little Rock, Estados Unidos Challenger 80 – Dura – 32S/24Q/16D Cuadro Individuales – Cuadro Dobles                      | Jason Kubler 6–0, 6–2                                              | Tung-lin Wu                                  | Aleksandar Kovacevic Ben Shelton         | Murphy Cassone Yasutaka Uchiyama Brandon Holt Román Andrés Burruchaga              |
| 30 de mayo | Little Rock Challenger Little Rock, Estados Unidos Challenger 80 – Dura – 32S/24Q/16D Cuadro Individuales – Cuadro Dobles                      | Andrew Harris Christian Harrison 6–3, 6–4                          | Robert Galloway Max Schnur                   | Aleksandar Kovacevic Ben Shelton         | Murphy Cassone Yasutaka Uchiyama Brandon Holt Román Andrés Burruchaga              |

### Torneos en junio
| Semana de   | Torneo | Campeones                                                        | Finalista                                            | Semifinales                                 | Cuartos de final                                                                        |
| ----------- | --- | ---------------------------------------------------------------- | ---------------------------------------------------- | ------------------------------------------- | --------------------------------------------------------------------------------------- |
| 6 de junio  | Nottingham Open Nottingham, Reino Unido Challenger 125 – Césped – 32S/24Q/16D Cuadro Individuales – Cuadro Dobles                          | Daniel Evans 6–4, 6–4                                            | Jordan Thompson                                      | Jack Sock Alexei Popyrin                    | Marc-Andrea Hüsler Liam Broady Mikhail Kukushkin Ryan Peniston                          |
| 6 de junio  | Nottingham Open Nottingham, Reino Unido Challenger 125 – Césped – 32S/24Q/16D Cuadro Individuales – Cuadro Dobles                          | Jonny O'Mara Ken Skupski 3–6, 6–2, [16–14]                       | Julian Cash Henry Patten                             | Jack Sock Alexei Popyrin                    | Marc-Andrea Hüsler Liam Broady Mikhail Kukushkin Ryan Peniston                          |
| 6 de junio  | Internazionali di Tennis Città di Perugia Perugia, Italia Challenger 125 – Tierra batida – 32S/24Q/16D Cuadro Individuales – Cuadro Dobles | Jaume Munar 6–3, 4–6, 6–1                                        | Tomás Martín Etcheverry                              | Maximilian Marterer Luciano Darderi         | Giulio Zeppieri Borna Ćorić Luca Potenza Thiago Monteiro                                |
| 6 de junio  | Internazionali di Tennis Città di Perugia Perugia, Italia Challenger 125 – Tierra batida – 32S/24Q/16D Cuadro Individuales – Cuadro Dobles | Sadio Doumbia Fabien Reboul 6–2, 6–4                             | Marco Bortolotti Sergio Martos Gornés                | Maximilian Marterer Luciano Darderi         | Giulio Zeppieri Borna Ćorić Luca Potenza Thiago Monteiro                                |
| 6 de junio  | Open Sopra Steria de Lyon Lyon, Francia Challenger 100 – Tierra batida – 32S/24Q/16D Cuadro Individuales – Cuadro Dobles                   | Corentin Moutet 6–4, 6–4                                         | Pedro Cachín                                         | Manuel Guinard Richard Gasquet              | Federico Coria Hugo Grenier Alexandre Müller Alexey Vatutin                             |
| 6 de junio  | Open Sopra Steria de Lyon Lyon, Francia Challenger 100 – Tierra batida – 32S/24Q/16D Cuadro Individuales – Cuadro Dobles                   | Romain Arneodo Jonathan Eysseric 7–5, 4–6, [10–4]                | Sander Arends David Pel                              | Manuel Guinard Richard Gasquet              | Federico Coria Hugo Grenier Alexandre Müller Alexey Vatutin                             |
| 6 de junio  | Bratislava Open Bratislava, Eslovaquia Challenger 90 – Tierra batida – 32S/24Q/16D Cuadro Individuales – Cuadro Dobles                     | Alexander Shevchenko 6–3, 7–5                                    | Riccardo Bonadio                                     | Norbert Gombos Chun-hsin Tseng              | Andrey Kuznetsov Jozef Kovalík Oleksii Krutykh Vít Kopřiva                              |
| 6 de junio  | Bratislava Open Bratislava, Eslovaquia Challenger 90 – Tierra batida – 32S/24Q/16D Cuadro Individuales – Cuadro Dobles                     | Sriram Balaji Jeevan Nedunchezhiyan 7–6(8–6), 6–4                | Vladyslav Manafov Oleg Prihodko                      | Norbert Gombos Chun-hsin Tseng              | Andrey Kuznetsov Jozef Kovalík Oleksii Krutykh Vít Kopřiva                              |
| 6 de junio  | Orlando Open Orlando, Estados Unidos Challenger 80 – Dura – 32S/24Q/16D Cuadro Individuales – Cuadro Dobles                                | Yibing Wu 6–7(5–7), 6–4, 3–1 ret.                                | Jason Kubler                                         | Jeffrey John Wolf Emilio Gómez              | Tung-lin Wu Ulises Blanch Christopher Eubanks Roberto Quiroz                            |
| 6 de junio  | Orlando Open Orlando, Estados Unidos Challenger 80 – Dura – 32S/24Q/16D Cuadro Individuales – Cuadro Dobles                                | Yun-seong Chung Michail Pervolarakis 6–7(5–7), 7–6(7–3), [16–14] | Malek Jaziri Kaichi Uchida                           | Jeffrey John Wolf Emilio Gómez              | Tung-lin Wu Ulises Blanch Christopher Eubanks Roberto Quiroz                            |
| 13 de junio | Ilkley Trophy Ilkley, Reino Unido Challenger 125 – Césped – 32S/24Q/16D Cuadro Individuales – Cuadro Dobles                                | Zizou Bergs 7–6(9–7), 2–6, 7–6(8–6)                              | Jack Sock                                            | Alexei Popyrin Constant Lestienne           | Andreas Seppi Gijs Brouwer Pierre-Hugues Herbert Jiří Veselý                            |
| 13 de junio | Ilkley Trophy Ilkley, Reino Unido Challenger 125 – Césped – 32S/24Q/16D Cuadro Individuales – Cuadro Dobles                                | Julian Cash Henry Patten 7–5, 6–4                                | Ramkumar Ramanathan John-Patrick Smith               | Alexei Popyrin Constant Lestienne           | Andreas Seppi Gijs Brouwer Pierre-Hugues Herbert Jiří Veselý                            |
| 13 de junio | Emilia-Romagna Open Parma, Italia Challenger 125 – Tierra batida – 32S/24Q/16D Cuadro Individuales – Cuadro Dobles                         | Borna Ćorić 7–6(7–4), 6–0                                        | Elias Ymer                                           | Marco Cecchinato Dušan Lajović              | Andrea Arnaboldi Chun-hsin Tseng Giulio Zeppieri Jozef Kovalík                          |
| 13 de junio | Emilia-Romagna Open Parma, Italia Challenger 125 – Tierra batida – 32S/24Q/16D Cuadro Individuales – Cuadro Dobles                         | Luciano Darderi Fernando Romboli 6–2, 6–3                        | Denys Molchanov Igor Zelenay                         | Marco Cecchinato Dušan Lajović              | Andrea Arnaboldi Chun-hsin Tseng Giulio Zeppieri Jozef Kovalík                          |
| 13 de junio | Internationaux de Tennis de Blois Blois, Francia Challenger 80 – Tierra batida – 32S/24Q/16D Cuadro Individuales – Cuadro Dobles           | Alexandre Müller 7–6(7–3), 6–1                                   | Nikola Milojević                                     | Vít Kopřiva Luca Van Assche                 | Evgeny Karlovskiy Maximilian Marterer Genaro Alberto Olivieri Nikolás Sánchez Izquierdo |
| 13 de junio | Internationaux de Tennis de Blois Blois, Francia Challenger 80 – Tierra batida – 32S/24Q/16D Cuadro Individuales – Cuadro Dobles           | Sriram Balaji Jeevan Nedunchezhiyan 6–4, 6–7(3–7), [10–7]        | Romain Arneodo Jonathan Eysseric                     | Vít Kopřiva Luca Van Assche                 | Evgeny Karlovskiy Maximilian Marterer Genaro Alberto Olivieri Nikolás Sánchez Izquierdo |
| 13 de junio | Dove Men+Care Corrientes Corrientes, Argentina Challenger 50 – Tierra batida – 32S/24Q/16D Cuadro Individuales – Cuadro Dobles             | Francisco Comesaña 6–0, 6–3                                      | Mariano Navone                                       | Juan Pablo Ficovich Román Andrés Burruchaga | Nick Hardt Carlos Gómez-Herrera Alejo Lorenzo Lingua Lavallén João Lucas Reis da Silva  |
| 13 de junio | Dove Men+Care Corrientes Corrientes, Argentina Challenger 50 – Tierra batida – 32S/24Q/16D Cuadro Individuales – Cuadro Dobles             | Guido Andreozzi Guillermo Durán 7–5, 6–2                         | Nicolás Álvarez Murkel Dellien                       | Juan Pablo Ficovich Román Andrés Burruchaga | Nick Hardt Carlos Gómez-Herrera Alejo Lorenzo Lingua Lavallén João Lucas Reis da Silva  |
| 20 de junio | Aspria Tennis Cup Milán, Italia Challenger 80 – Tierra batida – 32S/24Q/16D Cuadro Individuales – Cuadro Dobles                            | Federico Coria 7–6(7–2), 6–4                                     | Francesco Passaro                                    | Aleksandr Shevchenko Fábián Marozsán        | Luciano Darderi Shintaro Mochizuki Viktor Durasovic Matteo Gigante                      |
| 20 de junio | Aspria Tennis Cup Milán, Italia Challenger 80 – Tierra batida – 32S/24Q/16D Cuadro Individuales – Cuadro Dobles                            | Luciano Darderi Fernando Romboli 6–4, 2–6, [10–5]                | Diego Hidalgo Cristian Rodríguez                     | Aleksandr Shevchenko Fábián Marozsán        | Luciano Darderi Shintaro Mochizuki Viktor Durasovic Matteo Gigante                      |
| 20 de junio | Open de Oeiras III Oeiras, Portugal Challenger 80 – Tierra batida – 32S/24Q/16D Cuadro Individuales – Cuadro Dobles                        | Kaichi Uchida 6–2, 6–4                                           | Kimmer Coppejans                                     | Nicolás Jarry Facundo Bagnis                | Daniel Michalski Kyrian Jacquet Michael Geerts Alex Rybakov                             |
| 20 de junio | Open de Oeiras III Oeiras, Portugal Challenger 80 – Tierra batida – 32S/24Q/16D Cuadro Individuales – Cuadro Dobles                        | Sadio Doumbia Fabien Reboul 6–3, 3–6, [15–13]                    | Robert Galloway Alex Lawson                          | Nicolás Jarry Facundo Bagnis                | Daniel Michalski Kyrian Jacquet Michael Geerts Alex Rybakov                             |
| 20 de junio | Dove Men+Care Buenos Aires Buenos Aires, Argentina Challenger 50 – Tierra batida – 32S/24Q/16D Cuadro Individuales – Cuadro Dobles         | Francisco Comesaña 6–4, 6–0                                      | Mariano Navone                                       | Malek Jaziri Felipe Meligeni Alves          | Juan Pablo Ficovich Gonzalo Villanueva Arklon Huertas del Pino João Lucas Reis da Silva |
| 20 de junio | Dove Men+Care Buenos Aires Buenos Aires, Argentina Challenger 50 – Tierra batida – 32S/24Q/16D Cuadro Individuales – Cuadro Dobles         | Arklon Huertas del Pino Conner Huertas del Pino 7–5, 4–6, [11–9] | Matías Franco Descotte Alejo Lorenzo Lingua Lavallén | Malek Jaziri Felipe Meligeni Alves          | Juan Pablo Ficovich Gonzalo Villanueva Arklon Huertas del Pino João Lucas Reis da Silva |
| 27 de junio | Platzmann-Sauerland Open Lüdenscheid, Alemania Challenger 80 – Tierra batida – 32S/24Q/16D Cuadro Individuales – Cuadro Dobles             | Hamad Međedović 6–1, 6–2                                         | Zhizhen Zhang                                        | Nicolás Jarry Jozef Kovalík                 | Santiago Rodríguez Taverna Marco Cecchinato Pablo Cuevas Robin Haase                    |
| 27 de junio | Platzmann-Sauerland Open Lüdenscheid, Alemania Challenger 80 – Tierra batida – 32S/24Q/16D Cuadro Individuales – Cuadro Dobles             | Robin Haase Sem Verbeek 6–2, 5–7, [10–3]                         | Fabian Fallert Hendrik Jebens                        | Nicolás Jarry Jozef Kovalík                 | Santiago Rodríguez Taverna Marco Cecchinato Pablo Cuevas Robin Haase                    |
| 27 de junio | Málaga Open Málaga, España Challenger 80 – Dura – 32S/24Q/16D Cuadro Individuales – Cuadro Dobles                                          | Constant Lestienne 6–3, 5-7, 6-2                                 | Emilio Gómez                                         | Michael Mmoh Altuğ Çelikbilek               | Daniel Masur Steven Diez James McCabe Alberto Barroso Campos                            |
| 27 de junio | Málaga Open Málaga, España Challenger 80 – Dura – 32S/24Q/16D Cuadro Individuales – Cuadro Dobles                                          | Altuğ Çelikbilek Dmitry Popko 6–7(4–7), 6–4, [10–6]              | Daniel Cukierman Emilio Gómez                        | Michael Mmoh Altuğ Çelikbilek               | Daniel Masur Steven Diez James McCabe Alberto Barroso Campos                            |
| 27 de junio | Cali Open Cali, Colombia Challenger 80 – Tierra batida – 32S/24Q/16D Cuadro Individuales – Cuadro Dobles                                   | Facundo Mena 6–2, 7–6(7–3)                                       | Miljan Zekić                                         | Nicolás Mejía Nicolás Álvarez               | Román Andrés Burruchaga Matías Zukas Felipe Meligeni Alves Yun-seong Chung              |
| 27 de junio | Cali Open Cali, Colombia Challenger 80 – Tierra batida – 32S/24Q/16D Cuadro Individuales – Cuadro Dobles                                   | Malek Jaziri Adrián Menéndez Maceiras 7–5, 6–4                   | Keegan Smith Evan Zhu                                | Nicolás Mejía Nicolás Álvarez               | Román Andrés Burruchaga Matías Zukas Felipe Meligeni Alves Yun-seong Chung              |
| 27 de junio | Internationaux de Tennis de Troyes Troyes, Francia Challenger 50 – Tierra batida – 32S/24Q/16D Cuadro Individuales – Cuadro Dobles         | Juan Bautista Torres 7–6(7–2), 6–2                               | Benjamin Hassan                                      | Raúl Brancaccio Thiago Agustín Tirante      | Arthur Fils Nikolás Sánchez Izquierdo Calvin Hemery Michael Geerts                      |
| 27 de junio | Internationaux de Tennis de Troyes Troyes, Francia Challenger 50 – Tierra batida – 32S/24Q/16D Cuadro Individuales – Cuadro Dobles         | Íñigo Cervantes Oriol Roca Batalla 6–1, 6–2                      | Thiago Agustín Tirante Juan Bautista Torres          | Raúl Brancaccio Thiago Agustín Tirante      | Arthur Fils Nikolás Sánchez Izquierdo Calvin Hemery Michael Geerts                      |

### Torneos en julio
| Semana de   | Torneo | Campeones                                                     | Finalista                                    | Semifinales                                  | Cuartos de final                                                               |
| ----------- | --- | ------------------------------------------------------------- | -------------------------------------------- | -------------------------------------------- | ------------------------------------------------------------------------------ |
| 4 de julio  | Brawo Open Braunschweig, Alemania Challenger 125 – Tierra batida – 32S/24Q/16D Cuadro Individuales – Cuadro Dobles                         | Jan-Lennard Struff 6–2, 6–2                                   | Maximilian Marterer                          | Zhizhen Zhang Henri Laaksonen                | Marco Cecchinato Bernabé Zapata Miralles Taro Daniel Federico Coria            |
| 4 de julio  | Brawo Open Braunschweig, Alemania Challenger 125 – Tierra batida – 32S/24Q/16D Cuadro Individuales – Cuadro Dobles                         | Marcelo Demoliner Jan-Lennard Struff 6–4, 7–5                 | Roman Jebavý Adam Pavlásek                   | Zhizhen Zhang Henri Laaksonen                | Marco Cecchinato Bernabé Zapata Miralles Taro Daniel Federico Coria            |
| 4 de julio  | Salzburg Open Salzburg, Austria Challenger 125 – Tierra batida – 32S/24Q/16D Cuadro Individuales – Cuadro Dobles                           | Thiago Monteiro 6–3, 7–6(7–2)                                 | Norbert Gombos                               | Corentin Moutet Facundo Bagnis               | Lukas Neumayer Pol Martín Tiffon Maximilian Neuchrist Dušan Lajović            |
| 4 de julio  | Salzburg Open Salzburg, Austria Challenger 125 – Tierra batida – 32S/24Q/16D Cuadro Individuales – Cuadro Dobles                           | Nathaniel Lammons Jackson Withrow 7–5, 5–7, [11–9]            | Alexander Erler Lucas Miedler                | Corentin Moutet Facundo Bagnis               | Lukas Neumayer Pol Martín Tiffon Maximilian Neuchrist Dušan Lajović            |
| 4 de julio  | Porto Challenger Porto, Portugal Challenger 80 – Dura – 32S/24Q/16D Cuadro Individuales – Cuadro Dobles                                    | Altuğ Çelikbilek 7–6(7–5), 3–1 ret.                           | Christopher O'Connell                        | James Duckworth Yoshihito Nishioka           | Aidan McHugh Egor Gerasimov Kaichi Uchida Hugo Grenier                         |
| 4 de julio  | Porto Challenger Porto, Portugal Challenger 80 – Dura – 32S/24Q/16D Cuadro Individuales – Cuadro Dobles                                    | Yuki Bhambri Saketh Myneni 6–4, 3–6, [10–6]                   | Nuno Borges Francisco Cabral                 | James Duckworth Yoshihito Nishioka           | Aidan McHugh Egor Gerasimov Kaichi Uchida Hugo Grenier                         |
| 4 de julio  | Internazionali di Tennis Città di Todi Todi, Italia Challenger 80 – Tierra batida – 32S/24Q/16D Cuadro Individuales – Cuadro Dobles        | Pedro Cachín 6–4, 6–4                                         | Nicolás Kicker                               | Francesco Passaro Daniel Masur               | Santiago Rodríguez Taverna Luciano Darderi Francesco Maestrelli Flavio Cobolli |
| 4 de julio  | Internazionali di Tennis Città di Todi Todi, Italia Challenger 80 – Tierra batida – 32S/24Q/16D Cuadro Individuales – Cuadro Dobles        | Guido Andreozzi Guillermo Durán 6–1, 2–6, [10–6]              | Romain Arneodo Jonathan Eysseric             | Francesco Passaro Daniel Masur               | Santiago Rodríguez Taverna Luciano Darderi Francesco Maestrelli Flavio Cobolli |
| 4 de julio  | Open Bogotá Bogotá, Colombia Challenger 80 – Tierra batida – 32S/24Q/16D Cuadro Individuales – Cuadro Dobles                               | Juan Pablo Ficovich 6–1, 6–2                                  | Gerald Melzer                                | Miljan Zekić Nick Hardt                      | Nicolás Álvarez Felipe Meligeni Alves Facundo Juárez Roberto Quiroz            |
| 4 de julio  | Open Bogotá Bogotá, Colombia Challenger 80 – Tierra batida – 32S/24Q/16D Cuadro Individuales – Cuadro Dobles                               | Nicolás Mejía Andrés Urrea 6–3, 6–4                           | Ignacio Monzón Gonzalo Villanueva            | Miljan Zekić Nick Hardt                      | Nicolás Álvarez Felipe Meligeni Alves Facundo Juárez Roberto Quiroz            |
| 11 de julio | Iași Open Iași, Rumania Challenger 100 – Tierra batida – 32S/24Q/16D Cuadro Individuales – Cuadro Dobles                                   | Felipe Meligeni Alves 6–3, 4–6, 6–2                           | Pablo Andújar                                | Luciano Darderi Matheus Pucinelli de Almeida | Jiří Lehečka Frederico Ferreira Silva Geoffrey Blancaneaux Lukáš Klein         |
| 11 de julio | Iași Open Iași, Rumania Challenger 100 – Tierra batida – 32S/24Q/16D Cuadro Individuales – Cuadro Dobles                                   | Geoffrey Blancaneaux Renzo Olivo 6–4, 2–6, [10–6]             | Diego Hidalgo Cristian Rodríguez             | Luciano Darderi Matheus Pucinelli de Almeida | Jiří Lehečka Frederico Ferreira Silva Geoffrey Blancaneaux Lukáš Klein         |
| 11 de julio | Dutch Open Amersfoort, Países Bajos Challenger 80 – Tierra batida – 32S/24Q/16D Cuadro Individuales – Cuadro Dobles                        | Tallon Griekspoor 6–1, 6–2                                    | Roberto Carballés Baena                      | Iván Gájov Bernabé Zapata Miralles           | Vitaliy Sachko Max Houkes Taro Daniel Luca Van Assche                          |
| 11 de julio | Dutch Open Amersfoort, Países Bajos Challenger 80 – Tierra batida – 32S/24Q/16D Cuadro Individuales – Cuadro Dobles                        | Robin Haase Sem Verbeek 6–4, 3–6, [10–7]                      | Nicolás Barrientos Miguel Ángel Reyes-Varela | Iván Gájov Bernabé Zapata Miralles           | Vitaliy Sachko Max Houkes Taro Daniel Luca Van Assche                          |
| 11 de julio | Internazionali di Tennis Città di Verona Verona, Italia Challenger 80 – Tierra batida – 32S/24Q/16D Cuadro Individuales – Cuadro Dobles    | Francesco Maestrelli 3–6, 6–3, 6–0                            | Pedro Cachín                                 | Marco Cecchinato Sebastian Ofner             | Jérôme Kym Filip Horanský Flavio Cobolli Norbert Gombos                        |
| 11 de julio | Internazionali di Tennis Città di Verona Verona, Italia Challenger 80 – Tierra batida – 32S/24Q/16D Cuadro Individuales – Cuadro Dobles    | Luis David Martínez Andrea Vavassori 7–6(7–4), 3–6, [12–10]   | Juan Ignacio Galarza Tomás Lipovšek Puches   | Marco Cecchinato Sebastian Ofner             | Jérôme Kym Filip Horanský Flavio Cobolli Norbert Gombos                        |
| 11 de julio | Georgia's Rome Challenger Rome, Estados Unidos Challenger 80 – Dura (i) – 32S/24Q/16D Cuadro Individuales – Cuadro Dobles                  | Wu Yibing 7–5, 6–3                                            | Ben Shelton                                  | Yasutaka Uchiyama Juan Pablo Ficovich        | Yoshihito Nishioka Aleksandar Kovacevic Bjorn Fratangelo Jeffrey John Wolf     |
| 11 de julio | Georgia's Rome Challenger Rome, Estados Unidos Challenger 80 – Dura (i) – 32S/24Q/16D Cuadro Individuales – Cuadro Dobles                  | Enzo Couacaud Andrew Harris 6–4, 6–2                          | Ruben Gonzales Reese Stalder                 | Yasutaka Uchiyama Juan Pablo Ficovich        | Yoshihito Nishioka Aleksandar Kovacevic Bjorn Fratangelo Jeffrey John Wolf     |
| 18 de julio | Internazionali di Tennis Città di Trieste Trieste, Italia Challenger 100 – Tierra batida – 32S/24Q/16D Cuadro Individuales – Cuadro Dobles | Francesco Passaro 4–6, 6–3, 6–3                               | Zhang Zhizhen                                | Francesco Maestrelli Alexandre Müller        | Norbert Gombos Salvatore Caruso Felipe Meligeni Alves Franco Agamenone         |
| 18 de julio | Internazionali di Tennis Città di Trieste Trieste, Italia Challenger 100 – Tierra batida – 32S/24Q/16D Cuadro Individuales – Cuadro Dobles | Diego Hidalgo Cristian Rodríguez 4–6, 6–3, [10–5]             | Marco Bortolotti Sergio Martos Gornés        | Francesco Maestrelli Alexandre Müller        | Norbert Gombos Salvatore Caruso Felipe Meligeni Alves Franco Agamenone         |
| 18 de julio | Open de Tenis Ciudad de Pozoblanco Pozoblanco, España Challenger 80 – Dura – 32S/24Q/16D Cuadro Individuales – Cuadro Dobles               | Constant Lestienne 6–0, 7–6(7–3)                              | Grégoire Barrère                             | Ugo Humbert Daniel Masur                     | Maxime Janvier Emilio Nava Alejandro Moro Cañas Antoine Escoffier              |
| 18 de julio | Open de Tenis Ciudad de Pozoblanco Pozoblanco, España Challenger 80 – Dura – 32S/24Q/16D Cuadro Individuales – Cuadro Dobles               | Dan Added Albano Olivetti 3–6, 6–1, [12–10]                   | Victor Vlad Cornea Luis David Martínez       | Ugo Humbert Daniel Masur                     | Maxime Janvier Emilio Nava Alejandro Moro Cañas Antoine Escoffier              |
| 18 de julio | Tampere Open Tampere, Finlandia Challenger 80 – Tierra batida – 32S/24Q/16D Cuadro Individuales – Cuadro Dobles                            | Zsombor Piros 6–2, 1–6, 6–4                                   | Harold Mayot                                 | Juan Manuel Cerúndolo Laurent Lokoli         | Frederico Ferreira Silva Jelle Sels Maximilian Marterer Gerald Melzer          |
| 18 de julio | Tampere Open Tampere, Finlandia Challenger 80 – Tierra batida – 32S/24Q/16D Cuadro Individuales – Cuadro Dobles                            | Alexander Erler Lucas Miedler 7–6(7–3), 6–1                   | Karol Drzewiecki Patrik Niklas-Salminen      | Juan Manuel Cerúndolo Laurent Lokoli         | Frederico Ferreira Silva Jelle Sels Maximilian Marterer Gerald Melzer          |
| 18 de julio | President's Cup Nur-Sultan, Kazajistán Challenger 80 – Dura – 32S/24Q/16D Cuadro Individuales – Cuadro Dobles                              | Roman Safiullin 2–6, 6–4, 7–6(7–2)                            | Denis Yevseyev                               | Dmitry Popko Beibit Zhukayev                 | Benjamin Lock Evgeny Donskoy Gabriel Décamps Denis Istomin                     |
| 18 de julio | President's Cup Nur-Sultan, Kazajistán Challenger 80 – Dura – 32S/24Q/16D Cuadro Individuales – Cuadro Dobles                              | Nam Ji-sung Song Min-kyu 6–2, 3–6, [10–6]                     | Andrew Paulson David Poljak                  | Dmitry Popko Beibit Zhukayev                 | Benjamin Lock Evgeny Donskoy Gabriel Décamps Denis Istomin                     |
| 18 de julio | Indy Challenger Indianápolis, Estados Unidos Challenger 80 – Dura (i) – 32S/24Q/16D Cuadro Individuales – Cuadro Dobles                    | Wu Yibing 6–7(10–12), 7–6(15–13), 6–3                         | Aleksandar Kovacevic                         | Yasutaka Uchiyama Ben Shelton                | Alex Rybakov Christopher Eubanks Dominik Koepfer Max Purcell                   |
| 18 de julio | Indy Challenger Indianápolis, Estados Unidos Challenger 80 – Dura (i) – 32S/24Q/16D Cuadro Individuales – Cuadro Dobles                    | Hans Hach Verdugo Hunter Reese 7–6(7–3), 3–6, [10–7]          | Purav Raja Divij Sharan                      | Yasutaka Uchiyama Ben Shelton                | Alex Rybakov Christopher Eubanks Dominik Koepfer Max Purcell                   |
| 25 de julio | Zug Open Zug, Suiza Challenger 125 – Tierra batida – 32S/24Q/16D Cuadro Individuales – Cuadro Dobles                                       | Dominic Stricker 5–7, 6–1, 6–3                                | Ernests Gulbis                               | Geoffrey Blancaneaux Dimitar Kuzmanov        | Marc-Andrea Hüsler Alexander Ritschard Lorenzo Giustino Dennis Novak           |
| 25 de julio | Zug Open Zug, Suiza Challenger 125 – Tierra batida – 32S/24Q/16D Cuadro Individuales – Cuadro Dobles                                       | Zdeněk Kolář Adam Pavlásek 6–3, 7–5                           | Karol Drzewiecki Patrik Niklas-Salminen      | Geoffrey Blancaneaux Dimitar Kuzmanov        | Marc-Andrea Hüsler Alexander Ritschard Lorenzo Giustino Dennis Novak           |
| 25 de julio | Open Castilla y León Segovia, España Challenger 90 – Dura – 32S/24Q/16D Cuadro Individuales – Cuadro Dobles                                | Hugo Grenier 7–5, 6–3                                         | Constant Lestienne                           | Ugo Humbert Michael Geerts                   | Nuno Borges Grégoire Barrère Emilio Nava Benjamin Lock                         |
| 25 de julio | Open Castilla y León Segovia, España Challenger 90 – Dura – 32S/24Q/16D Cuadro Individuales – Cuadro Dobles                                | Nicolás Álvarez Varona Iñaki Montes de la Torre 7–6(7–3), 6–3 | Benjamin Lock Courtney John Lock             | Ugo Humbert Michael Geerts                   | Nuno Borges Grégoire Barrère Emilio Nava Benjamin Lock                         |
| 25 de julio | San Benedetto Tennis Cup San Benedetto del Tronto, Italia Challenger 80 – Tierra batida – 32S/24Q/16D Cuadro Individuales – Cuadro Dobles  | Raúl Brancaccio 6–1, 6–1                                      | Andrea Vavassori                             | Renzo Olivo Luciano Darderi                  | Andrea Pellegrino Pedro Boscardin Dias Matteo Arnaldi Giovanni Fonio           |
| 25 de julio | San Benedetto Tennis Cup San Benedetto del Tronto, Italia Challenger 80 – Tierra batida – 32S/24Q/16D Cuadro Individuales – Cuadro Dobles  | Vladyslav Manafov Oleg Prihodko 4–6, 6–3, [12–10]             | Fábián Marozsán Lukáš Rosol                  | Renzo Olivo Luciano Darderi                  | Andrea Pellegrino Pedro Boscardin Dias Matteo Arnaldi Giovanni Fonio           |
| 25 de julio | Winnipeg Challenger Winnipeg, Canadá Challenger 80 – Dura – 32S/24Q/16D Cuadro Individuales – Cuadro Dobles                                | Emilio Gómez 6–3, 7–6(7–4)                                    | Alexis Galarneau                             | Evan Zhu Enzo Couacaud                       | Liam Broady lafia Ayeni Li Tu Genaro Alberto Olivieri                          |
| 25 de julio | Winnipeg Challenger Winnipeg, Canadá Challenger 80 – Dura – 32S/24Q/16D Cuadro Individuales – Cuadro Dobles                                | Billy Harris Kelsey Stevenson 2–6, 7–6(11–9), [10–8]          | Max Schnur John-Patrick Smith                | Evan Zhu Enzo Couacaud                       | Liam Broady lafia Ayeni Li Tu Genaro Alberto Olivieri                          |

### Torneos en agosto
| Semana de    | Torneo | Campeones                                                | Finalista                                    | Semifinales                                | Cuartos de final                                                           |
| ------------ | --- | -------------------------------------------------------- | -------------------------------------------- | ------------------------------------------ | -------------------------------------------------------------------------- |
| 1 de agosto  | Internazionali di Tennis del Friuli Venezia Giulia Cordenons, Italia Challenger 80 – Tierra batida – 32S/24Q/16D Cuadro Individuales – Cuadro Dobles | Zhizhen Zhang 2–6, 7–6(7–5), 6–3                         | Andrea Vavassori                             | Alexandre Müller Nicolás Moreno de Alborán | Andrea Pellegrino Andrey Chepelev Mattia Bellucci Matteo Arnaldi           |
| 1 de agosto  | Internazionali di Tennis del Friuli Venezia Giulia Cordenons, Italia Challenger 80 – Tierra batida – 32S/24Q/16D Cuadro Individuales – Cuadro Dobles | Dustin Brown Andrea Vavassori 6–4, 7–5                   | Ivan Sabanov Matej Sabanov                   | Alexandre Müller Nicolás Moreno de Alborán | Andrea Pellegrino Andrey Chepelev Mattia Bellucci Matteo Arnaldi           |
| 1 de agosto  | Svijany Open Liberec, República Checa Challenger 80 – Tierra batida – 32S/24Q/16D Cuadro Individuales – Cuadro Dobles                                | Jiří Lehečka 6–4, 6–4                                    | Nicolás Álvarez Varona                       | Giovanni Mpetshi Perricard Otto Virtanen   | Vít Kopřiva Norbert Gombos Tomáš Macháč Nuno Borges                        |
| 1 de agosto  | Svijany Open Liberec, República Checa Challenger 80 – Tierra batida – 32S/24Q/16D Cuadro Individuales – Cuadro Dobles                                | Neil Oberleitner Philipp Oswald 7–6(7–5), 6–2            | Roman Jebavý Adam Pavlásek                   | Giovanni Mpetshi Perricard Otto Virtanen   | Vít Kopřiva Norbert Gombos Tomáš Macháč Nuno Borges                        |
| 1 de agosto  | Lexington Challenger Lexington, Estados Unidos Challenger 80 – Dura – 32S/24Q/16D Cuadro Individuales – Cuadro Dobles                                | Juncheng Shang 6–4, 6–4                                  | Emilio Gómez                                 | Aleksandar Kovacevic Enzo Couacaud         | Roman Safiullin Roberto Quiroz Govind Nanda Nicolás Mejía                  |
| 1 de agosto  | Lexington Challenger Lexington, Estados Unidos Challenger 80 – Dura – 32S/24Q/16D Cuadro Individuales – Cuadro Dobles                                | Yuki Bhambri Saketh Myneni 3–6, 6–4, [10–8]              | Gijs Brouwer Aidan McHugh                    | Aleksandar Kovacevic Enzo Couacaud         | Roman Safiullin Roberto Quiroz Govind Nanda Nicolás Mejía                  |
| 8 de agosto  | San Marino Open San Marino, San Marino Challenger 90 – Tierra batida – 32S/24Q/16D Cuadro Individuales – Cuadro Dobles                               | Pavel Kotov 7–6(7–5), 6–4                                | Matteo Arnaldi                               | Filip Cristian Jianu Marco Cecchinato      | Nikolás Sánchez Izquierdo Fábián Marozsán Valentin Vacherot Alexander Weis |
| 8 de agosto  | San Marino Open San Marino, San Marino Challenger 90 – Tierra batida – 32S/24Q/16D Cuadro Individuales – Cuadro Dobles                               | Marco Bortolotti Sergio Martos Gornés 6–4, 6–4           | Ivan Sabanov Matej Sabanov                   | Filip Cristian Jianu Marco Cecchinato      | Nikolás Sánchez Izquierdo Fábián Marozsán Valentin Vacherot Alexander Weis |
| 8 de agosto  | Meerbusch Challenger Meerbusch, Alemania Challenger 80 – Tierra batida – 32S/24Q/16D Cuadro Individuales – Cuadro Dobles                             | Bernabé Zapata Miralles 6–1, 6–2                         | Dennis Novak                                 | Clément Tabur Riccardo Bonadio             | Sumit Nagal Mats Moraing Damir Džumhur Jonáš Forejtek                      |
| 8 de agosto  | Meerbusch Challenger Meerbusch, Alemania Challenger 80 – Tierra batida – 32S/24Q/16D Cuadro Individuales – Cuadro Dobles                             | David Pel Szymon Walków 7–5, 6–1                         | Neil Oberleitner Philipp Oswald              | Clément Tabur Riccardo Bonadio             | Sumit Nagal Mats Moraing Damir Džumhur Jonáš Forejtek                      |
| 8 de agosto  | Chicago Challenger Chicago, Estados Unidos Challenger 80 – Dura – 32S/24Q/16D Cuadro Individuales – Cuadro Dobles                                    | Roman Safiullin 6–3, 4–6, 7–5                            | Ben Shelton                                  | Radu Albot Gijs Brouwer                    | Borna Gojo Zachary Svajda Jordan Thompson Liam Broady                      |
| 8 de agosto  | Chicago Challenger Chicago, Estados Unidos Challenger 80 – Dura – 32S/24Q/16D Cuadro Individuales – Cuadro Dobles                                    | André Göransson Ben McLachlan 6–4, 6–7(3–7), [10–5]      | Evan King Mitchell Krueger                   | Radu Albot Gijs Brouwer                    | Borna Gojo Zachary Svajda Jordan Thompson Liam Broady                      |
| 8 de agosto  | DirecTV Open Lima Lima, Perú Challenger 80 – Tierra batida – 32S/24Q/16D Cuadro Individuales – Cuadro Dobles                                         | Camilo Ugo Carabelli 6–2, 7–6(7–4)                       | Thiago Agustín Tirante                       | Tomás Martín Etcheverry Gonzalo Bueno      | Renzo Olivo Facundo Mena Gastão Elias Juan Pablo Varillas                  |
| 8 de agosto  | DirecTV Open Lima Lima, Perú Challenger 80 – Tierra batida – 32S/24Q/16D Cuadro Individuales – Cuadro Dobles                                         | Ignacio Carou Facundo Mena 6–2, 6–2                      | Orlando Luz Camilo Ugo Carabelli             | Tomás Martín Etcheverry Gonzalo Bueno      | Renzo Olivo Facundo Mena Gastão Elias Juan Pablo Varillas                  |
| 15 de agosto | Santo Domingo , República Dominicana Challenger 125 – Tierra batida – 32S/24Q/16D Cuadro Individuales – Cuadro Dobles                                | Pedro Cachín 6–4, 2–6, 6–3                               | Marco Trungelliti                            | Daniel Elahi Galán Tomás Martín Etcheverry | Roberto Carballés Baena Thiago Agustín Tirante Renzo Olivo Facundo Mena    |
| 15 de agosto | Santo Domingo , República Dominicana Challenger 125 – Tierra batida – 32S/24Q/16D Cuadro Individuales – Cuadro Dobles                                | Ruben Gonzales Reese Stalder 7–6(7–5), 6–3               | Nicolás Barrientos Miguel Ángel Reyes-Varela | Daniel Elahi Galán Tomás Martín Etcheverry | Roberto Carballés Baena Thiago Agustín Tirante Renzo Olivo Facundo Mena    |
| 15 de agosto | Vancouver Open Vancouver, Canadá Challenger 125 – Dura – 32S/24Q/16D Cuadro Individuales – Cuadro Dobles                                             | Constant Lestienne 6–0, 4–6, 6–3                         | Arthur Rinderknech                           | Ugo Humbert Vasek Pospisil                 | Fernando Verdasco Mikael Ymer Ričardas Berankis Gilles Simon               |
| 15 de agosto | Vancouver Open Vancouver, Canadá Challenger 125 – Dura – 32S/24Q/16D Cuadro Individuales – Cuadro Dobles                                             | André Göransson Ben McLachlan 6–7(4–7), 7–6(9–7), [11–9] | Treat Huey John-Patrick Smith                | Ugo Humbert Vasek Pospisil                 | Fernando Verdasco Mikael Ymer Ričardas Berankis Gilles Simon               |
| 15 de agosto | Kozerki Open Grodzisk Mazowiecki, Polonia Challenger 90 – Dura – 32S/24Q/16D Cuadro Individuales – Cuadro Dobles                                     | Tomáš Macháč 1–6, 6–3, 6–2                               | Zhizhen Zhang                                | Harold Mayot Skander Mansouri              | Robin Haase Gabriel Décamps Marko Topo Alexey Vatutin                      |
| 15 de agosto | Kozerki Open Grodzisk Mazowiecki, Polonia Challenger 90 – Dura – 32S/24Q/16D Cuadro Individuales – Cuadro Dobles                                     | Robin Haase Philipp Oswald 6–3, 6–4                      | Hugo Nys Fabien Reboul                       | Harold Mayot Skander Mansouri              | Robin Haase Gabriel Décamps Marko Topo Alexey Vatutin                      |
| 22 de agosto | Banja Luka Challenger Banja Luka, Bosnia y Herzegovina Challenger 80 – Tierra batida – 32S/24Q/16D Cuadro Individuales – Cuadro Dobles               | Fábián Marozsán 6–2, 6–1                                 | Damir Džumhur                                | Nicolás Álvarez Dragoș Nicolae Mădăraș     | Kimmer Coppejans Nerman Fatić Benjamin Hassan Alexey Vatutin               |
| 22 de agosto | Banja Luka Challenger Banja Luka, Bosnia y Herzegovina Challenger 80 – Tierra batida – 32S/24Q/16D Cuadro Individuales – Cuadro Dobles               | Vladyslav Manafov Oleg Prihodko 6–3, 6–4                 | Fabian Fallert Hendrik Jebens                | Nicolás Álvarez Dragoș Nicolae Mădăraș     | Kimmer Coppejans Nerman Fatić Benjamin Hassan Alexey Vatutin               |
| 22 de agosto | Championnats Banque Nationale de Granby Granby, Canadá Challenger 80 – Dura – 32S/24Q/16D Cuadro Individuales – Cuadro Dobles                        | Gabriel Diallo 7–5, 7–6(7–5)                             | Shang Juncheng                               | Hiroki Moriya Aidan Mayo                   | Aziz Dougaz Ugo Humbert Jordan Thompson Nicolás Mejía                      |
| 22 de agosto | Championnats Banque Nationale de Granby Granby, Canadá Challenger 80 – Dura – 32S/24Q/16D Cuadro Individuales – Cuadro Dobles                        | Julian Cash Henry Patten 6–3, 6–2                        | Jonathan Eysseric Artem Sitak                | Hiroki Moriya Aidan Mayo                   | Aziz Dougaz Ugo Humbert Jordan Thompson Nicolás Mejía                      |
| 22 de agosto | IBG Prague Open Praga, República Checa Challenger 50 – Tierra batida – 32S/24Q/16D Cuadro Individuales – Cuadro Dobles                               | Oleksii Krutykh 6–3, 6–7(2–7), 6–2                       | Lucas Gerch                                  | João Domingues Jakub Menšík                | Matteo Gigante Mariano Navone Martín Cuevas Nicolás Moreno de Alborán      |
| 22 de agosto | IBG Prague Open Praga, República Checa Challenger 50 – Tierra batida – 32S/24Q/16D Cuadro Individuales – Cuadro Dobles                               | Victor Vlad Cornea Andrew Paulson 6–3, 6–1               | Adrian Andreev Murkel Dellien                | João Domingues Jakub Menšík                | Matteo Gigante Mariano Navone Martín Cuevas Nicolás Moreno de Alborán      |
| 22 de agosto | Nonthaburi Challenger Nonthaburi, Tailandia Challenger 50 – Dura – 32S/24Q/16D Cuadro Individuales – Cuadro Dobles                                   | Valentin Vacherot 6–3, 7–6(7–4)                          | Lý Hoàng Nam                                 | Dane Sweeny Yasutaka Uchiyama              | Alastair Gray Alibek Kachmazov Kyrian Jacquet Omar Jasika                  |
| 22 de agosto | Nonthaburi Challenger Nonthaburi, Tailandia Challenger 50 – Dura – 32S/24Q/16D Cuadro Individuales – Cuadro Dobles                                   | Evgeny Donskoy Alibek Kachmazov 6–3, 1–6, [10–7]         | Nam Ji-sung Song Min-kyu                     | Dane Sweeny Yasutaka Uchiyama              | Alastair Gray Alibek Kachmazov Kyrian Jacquet Omar Jasika                  |
| 29 de agosto | Città di Como Challenger Como, Italia Challenger 80 – Tierra batida – 32S/24Q/16D Cuadro Individuales – Cuadro Dobles                                | Cedrik-Marcel Stebe 7–6(7–2), 6–4                        | Francesco Passaro                            | Matteo Arnaldi Lukáš Klein                 | Nerman Fatić Kenny de Schepper Matteo Gigante Riccardo Bonadio             |
| 29 de agosto | Città di Como Challenger Como, Italia Challenger 80 – Tierra batida – 32S/24Q/16D Cuadro Individuales – Cuadro Dobles                                | Alexander Erler Lucas Miedler 6–1, 7–6(7–3)              | Dustin Brown Julian Lenz                     | Matteo Arnaldi Lukáš Klein                 | Nerman Fatić Kenny de Schepper Matteo Gigante Riccardo Bonadio             |
| 29 de agosto | Rafa Nadal Open Mallorca, España Challenger 80 – Dura – 32S/24Q/16D Cuadro Individuales – Cuadro Dobles                                              | Luca Nardi 7–6(7–2), 3–6, 7–5                            | Zizou Bergs                                  | Abedallah Shelbayh Alexandar Lazarov       | Dmitry Popko Jay Clarke Mijaíl Kukushkin Jerzy Janowicz                    |
| 29 de agosto | Rafa Nadal Open Mallorca, España Challenger 80 – Dura – 32S/24Q/16D Cuadro Individuales – Cuadro Dobles                                              | Yuki Bhambri Saketh Myneni 6–2, 6–2                      | Marek Gengel Lukáš Rosol                     | Abedallah Shelbayh Alexandar Lazarov       | Dmitry Popko Jay Clarke Mijaíl Kukushkin Jerzy Janowicz                    |
| 29 de agosto | Internationaux de Tennis de Toulouse Toulouse, Francia Challenger 80 – Tierra batida – 32S/24Q/16D Cuadro Individuales – Cuadro Dobles               | Kimmer Coppejans 6–7(8–10), 6–4, 6–3                     | Maxime Janvier                               | Titouan Droguet Louis Wessels              | Frederico Ferreira Silva Arthur Fils Marco Trungelliti Luca Van Assche     |
| 29 de agosto | Internationaux de Tennis de Toulouse Toulouse, Francia Challenger 80 – Tierra batida – 32S/24Q/16D Cuadro Individuales – Cuadro Dobles               | Maxime Janvier Malek Jaziri 6–3, 7–6(7–5)                | Théo Arribagé Titouan Droguet                | Titouan Droguet Louis Wessels              | Frederico Ferreira Silva Arthur Fils Marco Trungelliti Luca Van Assche     |
| 29 de agosto | Nonthaburi Challenger II Nonthaburi, Tailandia Challenger 50 – Dura – 32S/24Q/16D Cuadro Individuales – Cuadro Dobles                                | Arthur Cazaux 7–6(8–6), 6–4                              | Omar Jasika                                  | Beibit Zhukayev Gabriel Décamps            | Valentin Vacherot Dane Sweeny Federico Gaio Charles Broom                  |
| 29 de agosto | Nonthaburi Challenger II Nonthaburi, Tailandia Challenger 50 – Dura – 32S/24Q/16D Cuadro Individuales – Cuadro Dobles                                | Benjamin Lock Yuta Shimizu 6–1, 6–3                      | Francis Alcantara Christopher Rungkat        | Beibit Zhukayev Gabriel Décamps            | Valentin Vacherot Dane Sweeny Federico Gaio Charles Broom                  |

### Torneos en septiembre
| Semana de        | Torneo | Campeones | Finalista | Semifinales | Cuartos de final                                                              |
| ---------------- | --- | --- | --- | --- | ----------------------------------------------------------------------------- |
| 5 de septiembre  | NÖ Open Tulln an der Donau, Austria Challenger 100 – Tierra batida – 32S/24Q/16D Cuadro Individuales – Cuadro Dobles               | Jozef Kovalík 7–6(8–6), 7–6(7–3) | Jelle Sels | Norbert Gombos Elias Ymer | Giulio Zeppieri Sebastian Ofner Lukáš Klein Jurij Rodionov                    |
| 5 de septiembre  | NÖ Open Tulln an der Donau, Austria Challenger 100 – Tierra batida – 32S/24Q/16D Cuadro Individuales – Cuadro Dobles               | Alexander Erler Lucas Miedler 6–3, 6–4                                                                                              | Zdeněk Kolář Denys Molchanov | Norbert Gombos Elias Ymer | Giulio Zeppieri Sebastian Ofner Lukáš Klein Jurij Rodionov                    |
| 5 de septiembre  | Copa Sevilla Sevilla, España Challenger 90 – Tierra batida – 32S/24Q/16D Cuadro Individuales – Cuadro Dobles                       | Roberto Carballés Baena 6–3, 7–6(8–6)                                                                                               | Bernabé Zapata Miralles | Facundo Díaz Acosta Timofey Skatov                                                                                                  | Kimmer Coppejans Federico Delbonis Jerzy Janowicz Fábián Marozsán             |
| 5 de septiembre  | Copa Sevilla Sevilla, España Challenger 90 – Tierra batida – 32S/24Q/16D Cuadro Individuales – Cuadro Dobles                       | Román Andrés Burruchaga Facundo Díaz Acosta 7–5, 6–7(8–10), [10–7]                                                                  | Nicolás Álvarez Varona Alberto Barroso Campos                                                                                       | Facundo Díaz Acosta Timofey Skatov                                                                                                  | Kimmer Coppejans Federico Delbonis Jerzy Janowicz Fábián Marozsán             |
| 5 de septiembre  | Cassis Open Provence Cassis, Francia Challenger 80 – Dura – 32S/24Q/16D Cuadro Individuales – Cuadro Dobles                        | Hugo Grenier 7–5, 6–4 | James Duckworth | Francesco Maestrelli Tomáš Macháč                                                                                                   | Constant Lestienne Kaichi Uchida Zsombor Piros Borna Gojo                     |
| 5 de septiembre  | Cassis Open Provence Cassis, Francia Challenger 80 – Dura – 32S/24Q/16D Cuadro Individuales – Cuadro Dobles                        | Michael Geerts Joran Vliegen 6–4, 7–6(8–6)                                                                                          | Romain Arneodo Albano Olivetti | Francesco Maestrelli Tomáš Macháč                                                                                                   | Constant Lestienne Kaichi Uchida Zsombor Piros Borna Gojo                     |
| 5 de septiembre  | Nonthaburi Challenger III Nonthaburi, Tailandia Challenger 50 – Dura – 32S/24Q/16D Cuadro Individuales – Cuadro Dobles             | Stuart Parker 6–4, 4–1 ret. | Arthur Cazaux | Sho Shimabukuro Omar Jasika | Yosuke Watanuki Billy Harris Lý Hoàng Nam Makoto Ochi                         |
| 5 de septiembre  | Nonthaburi Challenger III Nonthaburi, Tailandia Challenger 50 – Dura – 32S/24Q/16D Cuadro Individuales – Cuadro Dobles             | Chung Yun-seong Ajeet Rai 6–1, 7–6(8–6)                                                                                             | Francis Alcantara Christopher Rungkat                                                                                               | Sho Shimabukuro Omar Jasika | Yosuke Watanuki Billy Harris Lý Hoàng Nam Makoto Ochi                         |
| 12 de septiembre | Pekao Szczecin Open Szczecin, Polonia Challenger 125 – Tierra batida – 32S/24Q/16D Cuadro Individuales – Cuadro Dobles             | Corentin Moutet 6–2, 6–7(5–7), 6–4                                                                                                  | Dennis Novak | Raúl Brancaccio Aleksandr Shevchenko                                                                                                | Federico Delbonis Jan Choinski Matteo Arnaldi Roberto Carballés Baena         |
| 12 de septiembre | Pekao Szczecin Open Szczecin, Polonia Challenger 125 – Tierra batida – 32S/24Q/16D Cuadro Individuales – Cuadro Dobles             | Dustin Brown Andrea Vavassori 6–4, 5–7, [10–8]                                                                                      | Roman Jebavý Adam Pavlásek | Raúl Brancaccio Aleksandr Shevchenko                                                                                                | Federico Delbonis Jan Choinski Matteo Arnaldi Roberto Carballés Baena         |
| 12 de septiembre | Open de Rennes Rennes, Francia Challenger 90 – Dura (i) – 32S/24Q/16D Cuadro Individuales – Cuadro Dobles                          | Ugo Humbert 6–3, 6–0 | Dominic Thiem | Hugo Gaston Peter Gojowczyk | Benoît Paire Adrian Andreev Gijs Brouwer Grégoire Barrère                     |
| 12 de septiembre | Open de Rennes Rennes, Francia Challenger 90 – Dura (i) – 32S/24Q/16D Cuadro Individuales – Cuadro Dobles                          | Jonathan Eysseric David Pel 6–4, 6–4                                                                                                | Dan Added Albano Olivetti | Hugo Gaston Peter Gojowczyk | Benoît Paire Adrian Andreev Gijs Brouwer Grégoire Barrère                     |
| 12 de septiembre | Istanbul Challenger Estambul, Turquía Challenger 80 – Dura – 32S/24Q/16D Cuadro Individuales – Cuadro Dobles                       | Radu Albot 6–2, 6–0 | Lukáš Rosol | Koray Kırcı Geoffrey Blancaneaux | Laurent Lokoli Sebastian Ofner Harold Mayot Beibit Zhukayev                   |
| 12 de septiembre | Istanbul Challenger Estambul, Turquía Challenger 80 – Dura – 32S/24Q/16D Cuadro Individuales – Cuadro Dobles                       | Purav Raja Divij Sharan 6–4, 3–6, [10–8]                                                                                            | Arjun Kadhe Fernando Romboli | Koray Kırcı Geoffrey Blancaneaux | Laurent Lokoli Sebastian Ofner Harold Mayot Beibit Zhukayev                   |
| 12 de septiembre | Cary Challenger Cary, Estados Unidos Challenger 80 – Dura – 32S/24Q/16D Cuadro Individuales – Cuadro Dobles                        | Michael Mmoh 7–5, 6–3 | Dominik Koepfer | Denis Kudla Jordan Thompson | Facundo Mena Tennys Sandgren Yasutaka Uchiyama Nick Chappell                  |
| 12 de septiembre | Cary Challenger Cary, Estados Unidos Challenger 80 – Dura – 32S/24Q/16D Cuadro Individuales – Cuadro Dobles                        | Nathaniel Lammons Jackson Withrow 7–5, 2–6, [10–5]                                                                                  | Treat Huey John-Patrick Smith | Denis Kudla Jordan Thompson | Facundo Mena Tennys Sandgren Yasutaka Uchiyama Nick Chappell                  |
| 19 de septiembre | AON Open Challenger Genoa, Italia Challenger 125 – Tierra batida – 32S/24Q/16D Cuadro Individuales – Cuadro Dobles                 | Thiago Monteiro 6–1, 7–6(7–2) | Andrea Pellegrino | Dušan Lajović Adrian Andreev | Albert Ramos Viñolas Marco Cecchinato Raúl Brancaccio Sebastian Ofner         |
| 19 de septiembre | AON Open Challenger Genoa, Italia Challenger 125 – Tierra batida – 32S/24Q/16D Cuadro Individuales – Cuadro Dobles                 | Dustin Brown Andrea Vavassori 6–2, 6–2                                                                                              | Roman Jebavý Adam Pavlásek | Dušan Lajović Adrian Andreev | Albert Ramos Viñolas Marco Cecchinato Raúl Brancaccio Sebastian Ofner         |
| 19 de septiembre | Braga Open Braga, Portugal Challenger 80 – Tierra batida – 32S/24Q/16D Cuadro Individuales – Cuadro Dobles                         | Nicolás Moreno de Alborán 6–2, 6–4                                                                                                  | Matheus Pucinelli de Almeida | Jelle Sels Timofey Skatov | Pablo Llamas Ruiz Aleksandr Shevchenko Javier Barranco Cosano Carlos Taberner |
| 19 de septiembre | Braga Open Braga, Portugal Challenger 80 – Tierra batida – 32S/24Q/16D Cuadro Individuales – Cuadro Dobles                         | Vít Kopřiva Jaroslav Pospíšil 3–6, 6–3, [10–4]                                                                                      | Jeevan Nedunchezhiyan Christopher Rungkat                                                                                           | Jelle Sels Timofey Skatov | Pablo Llamas Ruiz Aleksandr Shevchenko Javier Barranco Cosano Carlos Taberner |
| 19 de septiembre | Columbus Challenger II Columbus, Estados Unidos Challenger 80 – Dura (i) – 32S/24Q/16D Cuadro Individuales – Cuadro Dobles         | Jordan Thompson 7–6(8–6), 6–2 | Emilio Gómez | Cannon Kingsley Rinky Hijikata | Gabriel Diallo Aleksandar Vukic Dominic Stricker Nick Chappell                |
| 19 de septiembre | Columbus Challenger II Columbus, Estados Unidos Challenger 80 – Dura (i) – 32S/24Q/16D Cuadro Individuales – Cuadro Dobles         | Julian Cash Henry Patten 6–2, 7–5                                                                                                   | Charles Broom Constantin Frantzen                                                                                                   | Cannon Kingsley Rinky Hijikata | Gabriel Diallo Aleksandar Vukic Dominic Stricker Nick Chappell                |
| 19 de septiembre | Sibiu Open Sibiu, Rumania Challenger 80 – Tierra batida – 32S/24Q/16D Cuadro Individuales – Cuadro Dobles                          | Nerman Fatić 6–3, 6–4 | Damir Džumhur | Federico Coria Nicholas David Ionel                                                                                                 | Máté Valkusz Iván Gájov Lukáš Klein Filip Misolic                             |
| 19 de septiembre | Sibiu Open Sibiu, Rumania Challenger 80 – Tierra batida – 32S/24Q/16D Cuadro Individuales – Cuadro Dobles                          | Ivan Sabanov Matej Sabanov 3–6, 7–5, [10–4]                                                                                         | Alexander Erler Lucas Miedler | Federico Coria Nicholas David Ionel                                                                                                 | Máté Valkusz Iván Gájov Lukáš Klein Filip Misolic                             |
| 19 de septiembre | Villa María Challenger Villa María, Argentina Challenger 80 – Tierra batida – 32S/24Q/16D Cuadro Individuales – Cuadro Dobles      | Nicolás Kicker 7–5, 6–3 | Mariano Navone | Facundo Díaz Acosta Facundo Bagnis                                                                                                  | Yannick Hanfmann Renzo Olivo Hernán Casanova Juan Manuel Cerúndolo            |
| 19 de septiembre | Villa María Challenger Villa María, Argentina Challenger 80 – Tierra batida – 32S/24Q/16D Cuadro Individuales – Cuadro Dobles      | Hernán Casanova Santiago Rodríguez Taverna 6–4, 6–3                                                                                 | Facundo Juárez Ignacio Monzón | Facundo Díaz Acosta Facundo Bagnis                                                                                                  | Yannick Hanfmann Renzo Olivo Hernán Casanova Juan Manuel Cerúndolo            |
| 26 de septiembre | Open d'Orléans Orléans, Francia Challenger 125 – Dura (i) – 32S/24Q/16D Cuadro Individuales – Cuadro Dobles                        | Grégoire Barrère 4–6, 6–3, 6–4 | Quentin Halys | Adrian Andreev Hugo Gaston | Norbert Gombos Evan Furness Richard Gasquet Jack Sock                         |
| 26 de septiembre | Open d'Orléans Orléans, Francia Challenger 125 – Dura (i) – 32S/24Q/16D Cuadro Individuales – Cuadro Dobles                        | Nicolas Mahut Édouard Roger-Vasselin 6–2, 6–4                                                                                       | Michael Geerts Skander Mansouri | Adrian Andreev Hugo Gaston | Norbert Gombos Evan Furness Richard Gasquet Jack Sock                         |
| 26 de septiembre | Challenger de Buenos Aires Buenos Aires, Argentina Challenger 80 – Tierra batida – 32S/24Q/16D Cuadro Individuales – Cuadro Dobles | Juan Manuel Cerúndolo 6–4, 2–6, 7–5                                                                                                 | Camilo Ugo Carabelli | Mariano Navone Dmitry Popko | Thiago Seyboth Wild Facundo Bagnis Renzo Olivo Román Andrés Burruchaga        |
| 26 de septiembre | Challenger de Buenos Aires Buenos Aires, Argentina Challenger 80 – Tierra batida – 32S/24Q/16D Cuadro Individuales – Cuadro Dobles | Guido Andreozzi Guillermo Durán 6–0, 7–5                                                                                            | Román Andrés Burruchaga Facundo Díaz Acosta                                                                                         | Mariano Navone Dmitry Popko | Thiago Seyboth Wild Facundo Bagnis Renzo Olivo Román Andrés Burruchaga        |
| 26 de septiembre | LTP Men's Open Charleston, Estados Unidos Challenger 80 – Dura – 32S/24Q/16D Cuadro Individuales – Cuadro Dobles                   | La competencia se abandonó después del juego del miércoles debido a los impactos pronosticados del Huracán Ian en Carolina del Sur. | La competencia se abandonó después del juego del miércoles debido a los impactos pronosticados del Huracán Ian en Carolina del Sur. | La competencia se abandonó después del juego del miércoles debido a los impactos pronosticados del Huracán Ian en Carolina del Sur. | Jordan Thompson Giovanni Oradini Zachary Svajda Donald Young                  |
| 26 de septiembre | Lisboa Belém Open Lisbon, Portugal Challenger 80 – Tierra batida – 32S/24Q/16D Cuadro Individuales – Cuadro Dobles                 | Marco Cecchinato 6–3, 6–3 | Luca Van Assche | Filip Misolic Timofey Skatov | Alexandre Müller Giulio Zeppieri Benoît Paire Carlos Taberner                 |
| 26 de septiembre | Lisboa Belém Open Lisbon, Portugal Challenger 80 – Tierra batida – 32S/24Q/16D Cuadro Individuales – Cuadro Dobles                 | Zdeněk Kolář Gonçalo Oliveira 6–1, 7–6(7–4)                                                                                         | Vladyslav Manafov Oleg Prihodko | Filip Misolic Timofey Skatov | Alexandre Müller Giulio Zeppieri Benoît Paire Carlos Taberner                 |

### Torneos en octubre
| Semana de     | Torneo | Campeones                                                         | Finalista                                   | Semifinales                                | Cuartos de final                                                                             |
| ------------- | --- | ----------------------------------------------------------------- | ------------------------------------------- | ------------------------------------------ | -------------------------------------------------------------------------------------------- |
| 3 de octubre  | Parma Challenger Parma, Italia Challenger 125 – Tierra batida – 32S/24Q/16D Cuadro Individuales – Cuadro Dobles                                 | Timofey Skatov 7–5, 6–7(2–7), 6–4                                 | Jozef Kovalík                               | Vít Kopřiva Gianluca Mager                 | Roberto Carballés Baena Andrea Vavassori Máté Valkusz Dušan Lajović                          |
| 3 de octubre  | Parma Challenger Parma, Italia Challenger 125 – Tierra batida – 32S/24Q/16D Cuadro Individuales – Cuadro Dobles                                 | Tomislav Brkić Nikola Ćaćić 6–2, 6–2                              | Luis David Martínez Igor Zelenay            | Vít Kopřiva Gianluca Mager                 | Roberto Carballés Baena Andrea Vavassori Máté Valkusz Dušan Lajović                          |
| 3 de octubre  | Internationaux de Tennis de Vendée Mouilleron-le-Captif, Francia Challenger 90 – Dura (i) – 32S/24Q/16D Cuadro Individuales – Cuadro Dobles     | Jelle Sels 6–4, 6–3                                               | Vasek Pospisil                              | Jurgen Briand Hugo Gaston                  | Otto Virtanen Tomáš Macháč Norbert Gombos Jeffrey John Wolf                                  |
| 3 de octubre  | Internationaux de Tennis de Vendée Mouilleron-le-Captif, Francia Challenger 90 – Dura (i) – 32S/24Q/16D Cuadro Individuales – Cuadro Dobles     | Sander Arends David Pel 6–7(1–7), 7–6(8–6), [10–6]                | Purav Raja Divij Sharan                     | Jurgen Briand Hugo Gaston                  | Otto Virtanen Tomáš Macháč Norbert Gombos Jeffrey John Wolf                                  |
| 3 de octubre  | JC Ferrero Challenger Open Alicante, España Challenger 80 – Dura – 32S/24Q/16D Cuadro Individuales – Cuadro Dobles                              | Lukáš Klein 6–3, 6–4                                              | Nick Hardt                                  | Fábián Marozsán Matteo Arnaldi             | Salvatore Caruso Dimitar Kuzmanov Frederico Ferreira Silva Emilio Nava                       |
| 3 de octubre  | JC Ferrero Challenger Open Alicante, España Challenger 80 – Dura – 32S/24Q/16D Cuadro Individuales – Cuadro Dobles                              | Robin Haase Albano Olivetti 7–6(7–5), 7–5                         | Sanjar Fayziev Sergey Fomin                 | Fábián Marozsán Matteo Arnaldi             | Salvatore Caruso Dimitar Kuzmanov Frederico Ferreira Silva Emilio Nava                       |
| 3 de octubre  | Campeonato Internacional de Tênis de Campinas Campinas, Brasil Challenger 80 – Tierra batida – 32S/24Q/16D Cuadro Individuales – Cuadro Dobles  | Jan Choinski 6–4, 6–4                                             | Juan Pablo Varillas                         | Rémy Bertola Luciano Darderi               | Facundo Mena Alexandre Müller Facundo Bagnis Facundo Juárez                                  |
| 3 de octubre  | Campeonato Internacional de Tênis de Campinas Campinas, Brasil Challenger 80 – Tierra batida – 32S/24Q/16D Cuadro Individuales – Cuadro Dobles  | Boris Arias Federico Zeballos 7–5, 6–2                            | Guido Andreozzi Guillermo Durán             | Rémy Bertola Luciano Darderi               | Facundo Mena Alexandre Müller Facundo Bagnis Facundo Juárez                                  |
| 3 de octubre  | Gwangju Open Gwangju, Corea del Sur Challenger 80 – Dura – 32S/24Q/16D Cuadro Individuales – Cuadro Dobles                                      | Zsombor Piros 6–2, 6–4                                            | Emilio Gómez                                | Marc Polmans Christopher Eubanks           | Nam Ji-sung Maximilian Neuchrist Maximilian Marterer Rinky Hijikata                          |
| 3 de octubre  | Gwangju Open Gwangju, Corea del Sur Challenger 80 – Dura – 32S/24Q/16D Cuadro Individuales – Cuadro Dobles                                      | Nicolás Barrientos Miguel Ángel Reyes-Varela 2–6, 6–3, [10–6]     | Yuki Bhambri Saketh Myneni                  | Marc Polmans Christopher Eubanks           | Nam Ji-sung Maximilian Neuchrist Maximilian Marterer Rinky Hijikata                          |
| 3 de octubre  | Tiburon Challenger Tiburón, Estados Unidos Challenger 80 – Dura – 32S/24Q/16D Cuadro Individuales – Cuadro Dobles                               | Zachary Svajda 2–6, 6–2, 6–4                                      | Ben Shelton                                 | Denis Kudla Alexis Galarneau               | Enzo Couacaud Mitchell Krueger Ernesto Escobedo Paul Jubb                                    |
| 3 de octubre  | Tiburon Challenger Tiburón, Estados Unidos Challenger 80 – Dura – 32S/24Q/16D Cuadro Individuales – Cuadro Dobles                               | Leandro Riedi Valentin Vacherot 6–7(2–7), 6–3, [10–2]             | Ezekiel Clark Alfredo Perez                 | Denis Kudla Alexis Galarneau               | Enzo Couacaud Mitchell Krueger Ernesto Escobedo Paul Jubb                                    |
| 10 de octubre | Seoul Open Challenger Seúl, Corea del Sur Challenger 110 – Dura – 32S/24Q/16D Cuadro Individuales – Cuadro Dobles                               | Li Tu 7–6(7–5), 6–4                                               | Wu Yibing                                   | Kamil Majchrzak James Duckworth            | Dalibor Svrčina Shintaro Mochizuki Christopher O'Connell Maximilian Marterer                 |
| 10 de octubre | Seoul Open Challenger Seúl, Corea del Sur Challenger 110 – Dura – 32S/24Q/16D Cuadro Individuales – Cuadro Dobles                               | Kaichi Uchida Wu Tung-lin 6–7(2–7), 7–5, [11–9]                   | Chung Yun-seong Aleksandar Kovacevic        | Kamil Majchrzak James Duckworth            | Dalibor Svrčina Shintaro Mochizuki Christopher O'Connell Maximilian Marterer                 |
| 10 de octubre | Saint-Tropez Open Saint-Tropez, Francia Challenger 100 – Dura – 32S/24Q/16D Cuadro Individuales – Cuadro Dobles                                 | Mattia Bellucci 6–3, 6–3                                          | Matteo Arnaldi                              | Ugo Humbert Jurij Rodionov                 | Grégoire Barrère Valentin Royer Roberto Marcora Salvatore Caruso                             |
| 10 de octubre | Saint-Tropez Open Saint-Tropez, Francia Challenger 100 – Dura – 32S/24Q/16D Cuadro Individuales – Cuadro Dobles                                 | Dan Added Albano Olivetti 6–3, 3–6, [12–10]                       | Romain Arneodo Tristan-Samuel Weissborn     | Ugo Humbert Jurij Rodionov                 | Grégoire Barrère Valentin Royer Roberto Marcora Salvatore Caruso                             |
| 10 de octubre | Fairfield Challenger Fairfield, Estados Unidos Challenger 80 – Dura – 32S/24Q/16D Cuadro Individuales – Cuadro Dobles                           | Michael Mmoh 6–3, 6–2                                             | Gabriel Diallo                              | Alafia Ayeni Sam Riffice                   | Tennys Sandgren Enzo Couacaud Shang Juncheng Alexis Galarneau                                |
| 10 de octubre | Fairfield Challenger Fairfield, Estados Unidos Challenger 80 – Dura – 32S/24Q/16D Cuadro Individuales – Cuadro Dobles                           | Julian Cash Henry Patten 6–3, 6–1                                 | Anirudh Chandrasekar Vijay Sundar Prashanth | Alafia Ayeni Sam Riffice                   | Tennys Sandgren Enzo Couacaud Shang Juncheng Alexis Galarneau                                |
| 10 de octubre | Wolffkran Open Ismaning, Alemania Challenger 80 – Carpet (i) – 32S/24Q/16D Cuadro Individuales – Cuadro Dobles                                  | Quentin Halys 7–6(8–6), 6–3                                       | Max Hans Rehberg                            | Kacper Żuk Vasek Pospisil                  | Alastair Gray Denis Yevseyev Vitaliy Sachko Elmar Ejupović                                   |
| 10 de octubre | Wolffkran Open Ismaning, Alemania Challenger 80 – Carpet (i) – 32S/24Q/16D Cuadro Individuales – Cuadro Dobles                                  | Michael Geerts Patrik Niklas-Salminen 7–6(7–5), 7–6(10–8)         | Fabian Fallert Hendrik Jebens               | Kacper Żuk Vasek Pospisil                  | Alastair Gray Denis Yevseyev Vitaliy Sachko Elmar Ejupović                                   |
| 10 de octubre | Challenger Rio de Janeiro Río de Janeiro, Brasil Challenger 80 – Tierra batida – 32S/24Q/16D Cuadro Individuales – Cuadro Dobles                | Marco Cecchinato 4–6, 6–4, 6–3                                    | Yannick Hanfmann                            | Federico Coria Alexandre Müller            | Juan Manuel Cerúndolo Matheus Pucinelli de Almeida Luciano Darderi Juan Pablo Varillas       |
| 10 de octubre | Challenger Rio de Janeiro Río de Janeiro, Brasil Challenger 80 – Tierra batida – 32S/24Q/16D Cuadro Individuales – Cuadro Dobles                | Guido Andreozzi Guillermo Durán 6–3, 6–2                          | Karol Drzewiecki Jakub Paul                 | Federico Coria Alexandre Müller            | Juan Manuel Cerúndolo Matheus Pucinelli de Almeida Luciano Darderi Juan Pablo Varillas       |
| 17 de octubre | Busan Open Busan, Corea del Sur Challenger 125 – Dura – 32S/24Q/16D Cuadro Individuales – Cuadro Dobles                                         | Kamil Majchrzak 6–4, 3–6, 6–2                                     | Radu Albot                                  | Christopher O'Connell Hong Seong-chan      | Kwon Soon-woo Christopher Eubanks John Millman Marc Polmans                                  |
| 17 de octubre | Busan Open Busan, Corea del Sur Challenger 125 – Dura – 32S/24Q/16D Cuadro Individuales – Cuadro Dobles                                         | Marc Polmans Max Purcell 6–7(5–7), 6–2, [12–10]                   | Nam Ji-sung Song Min-kyu                    | Christopher O'Connell Hong Seong-chan      | Kwon Soon-woo Christopher Eubanks John Millman Marc Polmans                                  |
| 17 de octubre | Ambato La Gran Ciudad Ambato, Ecuador Challenger 80 – Tierra batida – 32S/24Q/16D Cuadro Individuales – Cuadro Dobles                           | Facundo Bagnis 7–6(9–7), 6–4                                      | João Lucas Reis da Silva                    | Juan Pablo Varillas Thiago Agustín Tirante | Nicolás Mejía Miljan Zekić Facundo Mena Santiago Rodríguez Taverna                           |
| 17 de octubre | Ambato La Gran Ciudad Ambato, Ecuador Challenger 80 – Tierra batida – 32S/24Q/16D Cuadro Individuales – Cuadro Dobles                           | Santiago Rodríguez Taverna Thiago Agustín Tirante 7–6(13–11), 6–3 | Benjamin Lock Courtney John Lock            | Juan Pablo Varillas Thiago Agustín Tirante | Nicolás Mejía Miljan Zekić Facundo Mena Santiago Rodríguez Taverna                           |
| 17 de octubre | Challenger Coquimbo II Coquimbo, Chile Challenger 80 – Tierra batida – 32S/24Q/16D Cuadro Individuales – Cuadro Dobles                          | Juan Manuel Cerúndolo 6–3, 3–6, 6–4                               | Facundo Díaz Acosta                         | Timofey Skatov Franco Agamenone            | Federico Coria Marco Cecchinato Andrea Collarini Tomás Martín Etcheverry                     |
| 17 de octubre | Challenger Coquimbo II Coquimbo, Chile Challenger 80 – Tierra batida – 32S/24Q/16D Cuadro Individuales – Cuadro Dobles                          | Franco Agamenone Hernán Casanova 6–3, 6–4                         | Karol Drzewiecki Jakub Paul                 | Timofey Skatov Franco Agamenone            | Federico Coria Marco Cecchinato Andrea Collarini Tomás Martín Etcheverry                     |
| 17 de octubre | Tennis Challenger Hamburg Hamburgo, Alemania Challenger 80 – Dura (i) – 32S/24Q/16D Cuadro Individuales – Cuadro Dobles                         | Alexander Ritschard 7–5, 6–5 ret.                                 | Henri Laaksonen                             | Robin Haase Matteo Martineau               | Grégoire Barrère Julian Lenz Jonáš Forejtek Jelle Sels                                       |
| 17 de octubre | Tennis Challenger Hamburg Hamburgo, Alemania Challenger 80 – Dura (i) – 32S/24Q/16D Cuadro Individuales – Cuadro Dobles                         | Treat Huey Max Schnur 7–6(8–6), 6–4                               | Dustin Brown Julian Lenz                    | Robin Haase Matteo Martineau               | Grégoire Barrère Julian Lenz Jonáš Forejtek Jelle Sels                                       |
| 17 de octubre | Vilnius Open Vilnius, Lituania Challenger 80 – Dura (i) – 32S/24Q/16D Cuadro Individuales – Cuadro Dobles                                       | Mattia Bellucci 1–6, 6–3, 7–5                                     | Cem İlkel                                   | Viktor Durasovic Dan Added                 | Antoine Escoffier Zdeněk Kolář Laurent Lokoli Lukáš Klein                                    |
| 17 de octubre | Vilnius Open Vilnius, Lituania Challenger 80 – Dura (i) – 32S/24Q/16D Cuadro Individuales – Cuadro Dobles                                       | Romain Arneodo Tristan-Samuel Weissborn 6–4, 5–7, [10–5]          | Dan Added Théo Arribagé                     | Viktor Durasovic Dan Added                 | Antoine Escoffier Zdeněk Kolář Laurent Lokoli Lukáš Klein                                    |
| 24 de octubre | Brest Challenger Brest, Francia Challenger 90 – Dura (i) – 32S/24Q/16D Cuadro Individuales – Cuadro Dobles                                      | Grégoire Barrère 6–3, 6–3                                         | Luca Van Assche                             | Mathias Bourgue Evgeny Donskoy             | Jelle Sels Gilles Simon Manuel Guinard Geoffrey Blancaneaux                                  |
| 24 de octubre | Brest Challenger Brest, Francia Challenger 90 – Dura (i) – 32S/24Q/16D Cuadro Individuales – Cuadro Dobles                                      | Viktor Durasovic Otto Virtanen 6–4, 6–4                           | Filip Bergevi Petros Tsitsipas              | Mathias Bourgue Evgeny Donskoy             | Jelle Sels Gilles Simon Manuel Guinard Geoffrey Blancaneaux                                  |
| 24 de octubre | Las Vegas Challenger Las Vegas, Estados Unidos Challenger 80 – Dura – 32S/24Q/16D Cuadro Individuales – Cuadro Dobles                           | Tennys Sandgren 7–5, 6–3                                          | Stefan Kozlov                               | Shang Juncheng Steve Johnson               | Ernesto Escobedo Brandon Holt Alexis Galarneau Juan Pablo Ficovich                           |
| 24 de octubre | Las Vegas Challenger Las Vegas, Estados Unidos Challenger 80 – Dura – 32S/24Q/16D Cuadro Individuales – Cuadro Dobles                           | Julian Cash Henry Patten 6–4, 7–6(7–1)                            | Constantin Frantzen Reese Stalder           | Shang Juncheng Steve Johnson               | Ernesto Escobedo Brandon Holt Alexis Galarneau Juan Pablo Ficovich                           |
| 24 de octubre | Lima Challenger II Lima, Perú Challenger 80 – Tierra batida – 32S/24Q/16D Cuadro Individuales – Cuadro Dobles                                   | Daniel Altmaier 6–1, 6–7(4–7), 6–4                                | Tomás Martín Etcheverry                     | Federico Coria Román Andrés Burruchaga     | Giovanni Mpetshi Perricard Santiago Rodríguez Taverna Nikola Milojević Felipe Meligeni Alves |
| 24 de octubre | Lima Challenger II Lima, Perú Challenger 80 – Tierra batida – 32S/24Q/16D Cuadro Individuales – Cuadro Dobles                                   | Jesper de Jong Max Houkes 7–6(8–6), 3–6, [12–10]                  | Guido Andreozzi Guillermo Durán             | Federico Coria Román Andrés Burruchaga     | Giovanni Mpetshi Perricard Santiago Rodríguez Taverna Nikola Milojević Felipe Meligeni Alves |
| 24 de octubre | Sparkassen ATP Challenger Ortisei, Italia Challenger 80 – Dura (i) – 32S/24Q/16D Cuadro Individuales – Cuadro Dobles                            | Borna Gojo 7–6(7–4), 6–3                                          | Lukáš Klein                                 | Andrea Vavassori Flavio Cobolli            | Tomáš Macháč Luca Nardi Giulio Zeppieri Lukáš Rosol                                          |
| 24 de octubre | Sparkassen ATP Challenger Ortisei, Italia Challenger 80 – Dura (i) – 32S/24Q/16D Cuadro Individuales – Cuadro Dobles                            | Denis Istomin Evgeny Karlovskiy 6–3, 7–5                          | Marco Bortolotti Sergio Martos Gornés       | Andrea Vavassori Flavio Cobolli            | Tomáš Macháč Luca Nardi Giulio Zeppieri Lukáš Rosol                                          |
| 24 de octubre | City of Playford Tennis International Playford, Australia Challenger 80 – Dura – 32S/24Q/16D Cuadro Individuales – Cuadro Dobles                | Rinky Hijikata 6–1, 6–1                                           | Rio Noguchi                                 | Omar Jasika Max Purcell                    | Jordan Thompson Dayne Kelly Hsu Yu-hsiou James Duckworth                                     |
| 24 de octubre | City of Playford Tennis International Playford, Australia Challenger 80 – Dura – 32S/24Q/16D Cuadro Individuales – Cuadro Dobles                | Jeremy Beale Calum Puttergill 7–6(7–2), 6–4                       | Rio Noguchi Yusuke Takahashi                | Omar Jasika Max Purcell                    | Jordan Thompson Dayne Kelly Hsu Yu-hsiou James Duckworth                                     |
| 31 de octubre | Trofeo Faip–Perrel Bergamo, Italia Challenger 80 – Dura (i) – 32S/24Q/16D Cuadro Individuales – Cuadro Dobles                                   | Otto Virtanen 6–2, 7–5                                            | Jan-Lennard Struff                          | Jurij Rodionov Nuno Borges                 | Yannick Hanfmann Matteo Arnaldi Dominic Stricker Andrea Vavassori                            |
| 31 de octubre | Trofeo Faip–Perrel Bergamo, Italia Challenger 80 – Dura (i) – 32S/24Q/16D Cuadro Individuales – Cuadro Dobles                                   | Henri Squire Jan-Lennard Struff 6–4, 6–7(5–7), [10–7]             | Jonathan Eysseric Albano Olivetti           | Jurij Rodionov Nuno Borges                 | Yannick Hanfmann Matteo Arnaldi Dominic Stricker Andrea Vavassori                            |
| 31 de octubre | Charlottesville Men's Pro Challenger Charlottesville, Estados Unidos Challenger 80 – Dura (i) – 32S/24Q/16D Cuadro Individuales – Cuadro Dobles | Ben Shelton 7–6(7–4), 7–5                                         | Christopher Eubanks                         | Emilio Nava Paul Jubb                      | Denis Kudla Shang Juncheng Lucas Gerch Iñaki Montes de la Torre                              |
| 31 de octubre | Charlottesville Men's Pro Challenger Charlottesville, Estados Unidos Challenger 80 – Dura (i) – 32S/24Q/16D Cuadro Individuales – Cuadro Dobles | Julian Cash Henry Patten 6–2, 6–4                                 | Alex Lawson Artem Sitak                     | Emilio Nava Paul Jubb                      | Denis Kudla Shang Juncheng Lucas Gerch Iñaki Montes de la Torre                              |
| 31 de octubre | Challenger Ciudad de Guayaquil Guayaquil, Ecuador Challenger 80 – Tierra batida – 32S/24Q/16D Cuadro Individuales – Cuadro Dobles               | Daniel Altmaier 6–2, 6–4                                          | Federico Coria                              | Juan Pablo Varillas Marco Cecchinato       | Matheus Pucinelli de Almeida Nicolás Kicker Jesper de Jong Jan Choinski                      |
| 31 de octubre | Challenger Ciudad de Guayaquil Guayaquil, Ecuador Challenger 80 – Tierra batida – 32S/24Q/16D Cuadro Individuales – Cuadro Dobles               | Guido Andreozzi Guillermo Durán 6–0, 6–4                          | Facundo Díaz Acosta Luis David Martínez     | Juan Pablo Varillas Marco Cecchinato       | Matheus Pucinelli de Almeida Nicolás Kicker Jesper de Jong Jan Choinski                      |
| 31 de octubre | NSW Open Sídney, Australia Challenger 80 – Dura – 32S/24Q/16D Cuadro Individuales – Cuadro Dobles                                               | Hsu Yu-hsiou 6–4, 7–6(7–5)                                        | Marc Polmans                                | Max Purcell Marek Gengel                   | Tristan Schoolkate James McCabe Adam Walton Mark Whitehouse                                  |
| 31 de octubre | NSW Open Sídney, Australia Challenger 80 – Dura – 32S/24Q/16D Cuadro Individuales – Cuadro Dobles                                               | Blake Ellis Tristan Schoolkate 4–6, 7–5, [11–9]                   | Ajeet Rai Yuta Shimizu                      | Max Purcell Marek Gengel                   | Tristan Schoolkate James McCabe Adam Walton Mark Whitehouse                                  |
| 31 de octubre | Keio Challenger Yokohama, Japón Challenger 80 – Dura – 32S/24Q/16D Cuadro Individuales – Cuadro Dobles                                          | Christopher O'Connell 6–1, 6–7(5–7), 6–3                          | Yosuke Watanuki                             | Sho Shimabukuro Nino Serdarušić            | Wu Tung-lin Damir Džumhur Kaichi Uchida John Millman                                         |
| 31 de octubre | Keio Challenger Yokohama, Japón Challenger 80 – Dura – 32S/24Q/16D Cuadro Individuales – Cuadro Dobles                                          | Victor Vlad Cornea Ruben Gonzales 7–5, 6–3                        | Tomoya Fujiwara Masamichi Imamura           | Sho Shimabukuro Nino Serdarušić            | Wu Tung-lin Damir Džumhur Kaichi Uchida John Millman                                         |

### Torneos en noviembre
| Semana de       | Torneo | Campeones                                               | Finalista                                      | Semifinales                               | Cuartos de final                                                                    |
| --------------- | --- | ------------------------------------------------------- | ---------------------------------------------- | ----------------------------------------- | ----------------------------------------------------------------------------------- |
| 7 de noviembre  | Open International de Tennis de Roanne Roanne, Francia Challenger 100 – Dura (i) – 32S/24Q/16D Cuadro Individuales – Cuadro Dobles            | Hugo Gaston 6–7(6–8), 7–5, 6–1                          | Henri Laaksonen                                | Alexei Popyrin Otto Virtanen              | Arthur Fils Luca Van Assche Pavel Kotov Nikoloz Basilashvili                        |
| 7 de noviembre  | Open International de Tennis de Roanne Roanne, Francia Challenger 100 – Dura (i) – 32S/24Q/16D Cuadro Individuales – Cuadro Dobles            | Sadio Doumbia Fabien Reboul 7–6(7–5), 6–4               | Dustin Brown Szymon Walków                     | Alexei Popyrin Otto Virtanen              | Arthur Fils Luca Van Assche Pavel Kotov Nikoloz Basilashvili                        |
| 7 de noviembre  | Slovak Open Bratislava, Eslovaquia Challenger 90 – Dura (i) – 32S/24Q/16D Cuadro Individuales – Cuadro Dobles                                 | Márton Fucsovics 6–2, 6–4                               | Fábián Marozsán                                | Cem İlkel Tomáš Macháč                    | Tim van Rijthoven Norbert Gombos Lukáš Klein Maximilian Marterer                    |
| 7 de noviembre  | Slovak Open Bratislava, Eslovaquia Challenger 90 – Dura (i) – 32S/24Q/16D Cuadro Individuales – Cuadro Dobles                                 | Denys Molchanov Aleksandr Nedovyesov 4–6, 6–4, [10–6]   | Petr Nouza Andrew Paulson                      | Cem İlkel Tomáš Macháč                    | Tim van Rijthoven Norbert Gombos Lukáš Klein Maximilian Marterer                    |
| 7 de noviembre  | Calgary National Bank Challenger Calgary, Canadá Challenger 80 – Dura (i) – 32S/24Q/16D Cuadro Individuales – Cuadro Dobles                   | Dominik Koepfer 6–2, 6–4                                | Aleksandar Vukic                               | Gabriel Diallo Maks Kaśnikowski           | Harold Mayot Antoine Escoffier Alexis Galarneau Vasek Pospisil                      |
| 7 de noviembre  | Calgary National Bank Challenger Calgary, Canadá Challenger 80 – Dura (i) – 32S/24Q/16D Cuadro Individuales – Cuadro Dobles                   | Maximilian Neuchrist Michail Pervolarakis 6–4, 6–4      | Julian Ocleppo Kai Wehnelt                     | Gabriel Diallo Maks Kaśnikowski           | Harold Mayot Antoine Escoffier Alexis Galarneau Vasek Pospisil                      |
| 7 de noviembre  | Knoxville Challenger Knoxville, Estados Unidos Challenger 80 – Dura (i) – 32S/24Q/16D Cuadro Individuales – Cuadro Dobles                     | Ben Shelton 6–3, 1–6, 7–6(7–4)                          | Christopher Eubanks                            | Michael Mmoh Enzo Couacaud                | Tennys Sandgren Lucas Gerch Aleksandar Kovacevic Stefan Kozlov                      |
| 7 de noviembre  | Knoxville Challenger Knoxville, Estados Unidos Challenger 80 – Dura (i) – 32S/24Q/16D Cuadro Individuales – Cuadro Dobles                     | Hunter Reese Tennys Sandgren 6–7(4–7), 7–6(7–3), [10–5] | Martin Damm Mitchell Krueger                   | Michael Mmoh Enzo Couacaud                | Tennys Sandgren Lucas Gerch Aleksandar Kovacevic Stefan Kozlov                      |
| 7 de noviembre  | Matsuyama Challenger Matsuyama, Japón Challenger 80 – Dura – 32S/24Q/16D Cuadro Individuales – Cuadro Dobles                                  | Hong Seong-chan 6–3, 6–2                                | Wu Tung-lin                                    | Lý Hoàng Nam Shintaro Mochizuki           | Hsu Yu-hsiou Kaichi Uchida Nicholas David Ionel Jason Jung                          |
| 7 de noviembre  | Matsuyama Challenger Matsuyama, Japón Challenger 80 – Dura – 32S/24Q/16D Cuadro Individuales – Cuadro Dobles                                  | Andrew Harris John-Patrick Smith 6–3, 4–6, [10–8]       | Toshihide Matsui Kaito Uesugi                  | Lý Hoàng Nam Shintaro Mochizuki           | Hsu Yu-hsiou Kaichi Uchida Nicholas David Ionel Jason Jung                          |
| 7 de noviembre  | Uruguay Open Montevideo, Uruguay Challenger 80 – Tierra batida – 32S/24Q/16D Cuadro Individuales – Cuadro Dobles                              | Genaro Alberto Olivieri 6–7(3–7), 7–6(7–5), 6–3         | Tomás Martín Etcheverry                        | Franco Agamenone Daniel Altmaier          | Marco Trungelliti Facundo Bagnis Nicolás Kicker Facundo Díaz Acosta                 |
| 7 de noviembre  | Uruguay Open Montevideo, Uruguay Challenger 80 – Tierra batida – 32S/24Q/16D Cuadro Individuales – Cuadro Dobles                              | Karol Drzewiecki Piotr Matuszewski 6–4, 6–4             | Facundo Díaz Acosta Luis David Martínez        | Franco Agamenone Daniel Altmaier          | Marco Trungelliti Facundo Bagnis Nicolás Kicker Facundo Díaz Acosta                 |
| 14 de noviembre | Tali Open Helsinki, Finlandia Challenger 90 – Dura (i) – 32S/24Q/16D Cuadro Individuales – Cuadro Dobles                                      | Leandro Riedi 6–3, 6–1                                  | Tomáš Macháč                                   | Jelle Sels Yannick Hanfmann               | Dimitar Kuzmanov Adrian Andreev Zizou Bergs Mijaíl Kukushkin                        |
| 14 de noviembre | Tali Open Helsinki, Finlandia Challenger 90 – Dura (i) – 32S/24Q/16D Cuadro Individuales – Cuadro Dobles                                      | Purav Raja Divij Sharan 6–7(5–7), 6–3, [10–8]           | Reese Stalder Petros Tsitsipas                 | Jelle Sels Yannick Hanfmann               | Dimitar Kuzmanov Adrian Andreev Zizou Bergs Mijaíl Kukushkin                        |
| 14 de noviembre | JSM Challenger of Champaign–Urbana Champaign, Estados Unidos Challenger 80 – Dura (i) – 32S/24Q/16D Cuadro Individuales – Cuadro Dobles       | Ben Shelton 0–6, 6–3, 6–2                               | Aleksandar Vukic                               | Christopher Eubanks Aleksandar Kovacevic  | Nicolás Álvarez Varona Evan Zhu Prajnesh Gunneswaran Steve Johnson                  |
| 14 de noviembre | JSM Challenger of Champaign–Urbana Champaign, Estados Unidos Challenger 80 – Dura (i) – 32S/24Q/16D Cuadro Individuales – Cuadro Dobles       | Robert Galloway Hans Hach Verdugo 3–6, 6–3, [10–5]      | Ezekiel Clark Alfredo Perez                    | Christopher Eubanks Aleksandar Kovacevic  | Nicolás Álvarez Varona Evan Zhu Prajnesh Gunneswaran Steve Johnson                  |
| 14 de noviembre | Challenger Banque Nationale de Drummondville Drummondville, Canadá Challenger 80 – Dura (i) – 32S/24Q/16D Cuadro Individuales – Cuadro Dobles | Vasek Pospisil 7–6(7–5), 4–6, 6–4                       | Michael Mmoh                                   | Antoine Escoffier Michael Geerts          | Aziz Dougaz Harold Mayot Alexis Galarneau Charles Broom                             |
| 14 de noviembre | Challenger Banque Nationale de Drummondville Drummondville, Canadá Challenger 80 – Dura (i) – 32S/24Q/16D Cuadro Individuales – Cuadro Dobles | Julian Cash Henry Patten 6–3, 6–3                       | Arthur Fery Giles Hussey                       | Antoine Escoffier Michael Geerts          | Aziz Dougaz Harold Mayot Alexis Galarneau Charles Broom                             |
| 14 de noviembre | Kobe Challenger Kobe, Japón Challenger 80 – Dura (i) – 32S/24Q/16D Cuadro Individuales – Cuadro Dobles                                        | Yosuke Watanuki 6–7(3–7), 7–5, 6–4                      | Frederico Ferreira Silva                       | Christopher O'Connell Nino Serdarušić     | Marc Polmans Ramkumar Ramanathan Shinji Hazawa John Millman                         |
| 14 de noviembre | Kobe Challenger Kobe, Japón Challenger 80 – Dura (i) – 32S/24Q/16D Cuadro Individuales – Cuadro Dobles                                        | Shinji Hazawa Yuta Shimizu 6–4, 6–4                     | Andrew Harris John-Patrick Smith               | Christopher O'Connell Nino Serdarušić     | Marc Polmans Ramkumar Ramanathan Shinji Hazawa John Millman                         |
| 14 de noviembre | Challenger Dove Men+Care São Léo Open São Leopoldo, Brasil Challenger 80 – Tierra batida – 32S/24Q/16D Cuadro Individuales – Cuadro Dobles    | Juan Pablo Varillas 7–6(7–5), 4–6, 6–4                  | Facundo Bagnis                                 | Felipe Meligeni Alves Thiago Seyboth Wild | João Fonseca Román Andrés Burruchaga João Lucas Reis da Silva Daniel Dutra da Silva |
| 14 de noviembre | Challenger Dove Men+Care São Léo Open São Leopoldo, Brasil Challenger 80 – Tierra batida – 32S/24Q/16D Cuadro Individuales – Cuadro Dobles    | Guido Andreozzi Guillermo Durán 5–1 ret.                | Felipe Meligeni Alves João Lucas Reis da Silva | Felipe Meligeni Alves Thiago Seyboth Wild | João Fonseca Román Andrés Burruchaga João Lucas Reis da Silva Daniel Dutra da Silva |
| 21 de noviembre | Challenger Temuco Temuco, Chile Challenger 100 – Dura – 32S/24Q/16D Cuadro Individuales – Cuadro Dobles                                       | Guido Andreozzi 4–6, 6–4, 6–2                           | Nicolás Kicker                                 | Nicolás Mejía Emilio Gómez                | Facundo Bagnis Nick Hardt Juan Bautista Otegui Renzo Olivo                          |
| 21 de noviembre | Challenger Temuco Temuco, Chile Challenger 100 – Dura – 32S/24Q/16D Cuadro Individuales – Cuadro Dobles                                       | Guido Andreozzi Guillermo Durán 6–4, 6–2                | Luis David Martínez Jeevan Nedunchezhiyan      | Nicolás Mejía Emilio Gómez                | Facundo Bagnis Nick Hardt Juan Bautista Otegui Renzo Olivo                          |
| 21 de noviembre | Copa Faulcombridge Valencia, España Challenger 90 – Tierra batida – 32S/24Q/16D Cuadro Individuales – Cuadro Dobles                           | Oleksii Krutykh 6–2, 6–0                                | Luca Van Assche                                | Nikola Milojević Pablo Llamas Ruiz        | Adrian Andreev Andrea Pellegrino Carlos López Montagud Javier Barranco Cosano       |
| 21 de noviembre | Copa Faulcombridge Valencia, España Challenger 90 – Tierra batida – 32S/24Q/16D Cuadro Individuales – Cuadro Dobles                           | Oleksii Krutykh Oriol Roca Batalla 6–3, 7–6(7–3)        | Ivan Sabanov Matej Sabanov                     | Nikola Milojević Pablo Llamas Ruiz        | Adrian Andreev Andrea Pellegrino Carlos López Montagud Javier Barranco Cosano       |
| 21 de noviembre | Internazionali di Tennis Castel del Monte Andria, Italia Challenger 80 – Dura (i) – 32S/24Q/16D Cuadro Individuales – Cuadro Dobles           | Leandro Riedi 7–6(7–4), 6–3                             | Mijaíl Kukushkin                               | Márton Fucsovics Vitaliy Sachko           | Stefano Travaglia Jurij Rodionov Tomáš Macháč Evgeny Karlovskiy                     |
| 21 de noviembre | Internazionali di Tennis Castel del Monte Andria, Italia Challenger 80 – Dura (i) – 32S/24Q/16D Cuadro Individuales – Cuadro Dobles           | Julian Cash Henry Patten 6–7(3–7), 6–4, [10–4]          | Francesco Forti Marcello Serafini              | Márton Fucsovics Vitaliy Sachko           | Stefano Travaglia Jurij Rodionov Tomáš Macháč Evgeny Karlovskiy                     |
| 21 de noviembre | Yokkaichi Challenger Yokkaichi, Japón Challenger 80 – Dura – 32S/24Q/16D Cuadro Individuales – Cuadro Dobles                                  | Yosuke Watanuki 6–2, 6–2                                | Frederico Ferreira Silva                       | Kaichi Uchida James Duckworth             | Sho Shimabukuro Colin Sinclair Chung Yun-seong Nicholas David Ionel                 |
| 21 de noviembre | Yokkaichi Challenger Yokkaichi, Japón Challenger 80 – Dura – 32S/24Q/16D Cuadro Individuales – Cuadro Dobles                                  | Hsu Yu-hsiou Yuta Shimizu 7–6(7–2), 6–4                 | Masamichi Imamura Rio Noguchi                  | Kaichi Uchida James Duckworth             | Sho Shimabukuro Colin Sinclair Chung Yun-seong Nicholas David Ionel                 |
| 28 de noviembre | Maia Challenger Maia, Portugal Challenger 80 – Tierra batida (i) – 32S/24Q/16D Cuadro Individuales – Cuadro Dobles                            | Luca Van Assche 3–6, 6–4, 6–0                           | Maximilian Neuchrist                           | Nuno Borges Aleksandar Vukic              | Riccardo Bonadio Jan Choinski Iván Gájov Jurij Rodionov                             |
| 28 de noviembre | Maia Challenger Maia, Portugal Challenger 80 – Tierra batida (i) – 32S/24Q/16D Cuadro Individuales – Cuadro Dobles                            | Julian Cash Henry Patten 6–3, 3–6, [10–8]               | Nuno Borges Francisco Cabral                   | Nuno Borges Aleksandar Vukic              | Riccardo Bonadio Jan Choinski Iván Gájov Jurij Rodionov                             |
| 28 de noviembre | Maspalomas Challenger Maspalomas, España Challenger 80 – Tierra batida – 32S/24Q/16D Cuadro Individuales – Cuadro Dobles                      | Dušan Lajović 6–1, 6–4                                  | Steven Diez                                    | Pablo Llamas Ruiz Oriol Roca Batalla      | Adrian Andreev Lorenzo Giustino Vít Kopřiva Gian Marco Moroni                       |
| 28 de noviembre | Maspalomas Challenger Maspalomas, España Challenger 80 – Tierra batida – 32S/24Q/16D Cuadro Individuales – Cuadro Dobles                      | Evan King Reese Stalder 6–3, 5–7, [11–9]                | Marco Bortolotti Sergio Martos Gornés          | Pablo Llamas Ruiz Oriol Roca Batalla      | Adrian Andreev Lorenzo Giustino Vít Kopřiva Gian Marco Moroni                       |